# Museo nazionale di Capodimonte
Il Museo nazionale di Capodimonte è un museo di Napoli, ubicato all'interno della reggia omonima, nella località di Capodimonte: ospita gallerie di arte antica, una di arte contemporanea e un appartamento storico.
È stato ufficialmente inaugurato nel 1957, anche se le sale della reggia hanno ospitato opere d'arte già a partire dal 1758. Conserva prevalentemente pitture, distribuite largamente nelle due collezioni principali, ossia quella Farnese, di cui fanno parte alcuni grandi nomi della pittura italiana e internazionale (tra cui Raffaello, Tiziano, Parmigianino, Bruegel il Vecchio, El Greco, Ludovico Carracci, Guido Reni), e quella della Galleria Napoletana, che raccoglie opere provenienti da chiese della città e dei suoi dintorni, trasportate a Capodimonte a scopo cautelativo dalle soppressioni in poi (Simone Martini, Colantonio, Caravaggio, Ribera, Luca Giordano, Francesco Solimena). Importante anche la collezione di arte contemporanea, unica nel suo genere in Italia, in cui spicca Vesuvius di Andy Warhol.
Nel 2017 il museo ha fatto registrare 262 440 visitatori, collocandosi al 28º posto fra i 30 musei statali più visitati.

## Storia

### XVIII secolo

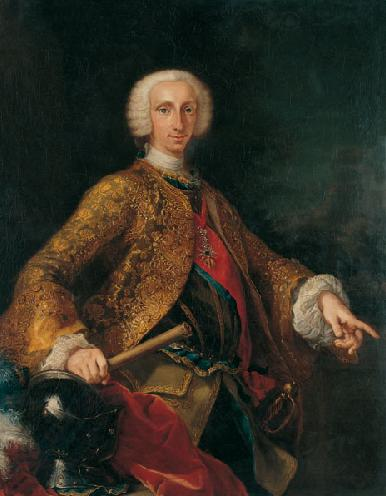
Carlo di Borbone, ideatore della reggia di Capodimonte per la sistemazione della collezione Farnese

Carlo di Borbone, salito al trono di Napoli nel 1734, si pose il problema di fornire una degna sistemazione alle opere d'arte ereditate dalla madre, Elisabetta Farnese, facenti parte della sua collezione familiare, iniziata da papa Paolo III nel XVI secolo e portata avanti dai suoi eredi. Sparse ancora tra Roma e Parma, alcune opere, in particolare quelle il cui valore superava le spese di trasporto, vennero trasferite nel palazzo Reale di Napoli (tra i maggiori, Raffaello, Annibale Carracci, Correggio, Tiziano e Parmigianino), dove però mancava una galleria vera e propria: col tempo anche il resto della collezione venne spostata e conservata all'interno dei depositi del palazzo, minacciati nella loro integrità anche da elementi naturali come la vicinanza del mare. Nel 1738 il re avviò i lavori di costruzione di un palazzo, sulla collina di Capodimonte, da adibire a museo; al contempo una squadra di esperti definì gli ambienti interni per sistemare la collezione: il progetto prevedeva che le opere fossero ospitate nelle stanze che affacciano verso sud, sul mare. Con una costruzione ancora incompleta, le prime tele furono sistemate nel 1758, in dodici cameroni, divise per artisti e scuole pittoriche: tuttavia non si conosce con esattezza quali opere fossero esposte nel museo, poiché gli annuari dell'epoca sono andati distrutti durante la seconda guerra mondiale. Accanto all'allestimento museale, già dal 1755, venne istituita la Reale Accademia del Nudo, affidata alla direzione del pittore stabiese Giuseppe Bonito.
Nel 1759 venne trasferito il resto della collezione: si trattava dei cartoni preparatori per gli affreschi della cappella Paolina di Michelangelo e quelli per la stanza di Eliodoro in Vaticano di Raffaello, dipinti di Giorgio Vasari, Andrea Mantegna e Masolino da Panicale. Tra i visitatori dell'epoca figuravano Jean-Honoré Fragonard, il marchese de Sade, Joseph Wright of Derby, Antonio Canova, Johann Wolfgang von Goethe e Johann Joachim Winckelmann. Intorno alla fine degli anni '70, con il trasferimento di altri pezzi della collezione Farnese, il museo arrivava a possedere ventiquattro sale: furono inoltre acquistate nuove pitture, le prime dei pittori meridionalisti, come Polidoro da Caravaggio, Cesare da Sesto, Jusepe de Ribera, Luca Giordano, oltre ai pannelli di Anton Raphael Mengs, Angelika Kauffmann, Élisabeth Vigée-Le Brun e Francesco Liani, mentre nel 1783 è acquistata la collezione del conte Carlo Giuseppe di Firmian, contenente circa ventimila tra incisioni e disegni di artisti come Fra Bartolomeo, Perin del Vaga, Albrecht Dürer e Rembrandt. Nello stesso periodo venne inaugurato un laboratorio di restauro affidato prima a Clemente Ruta, poi a Federico Andres, su suggerimento del pittore di corte Jakob Philipp Hackert. Con Ferdinando I delle Due Sicilie, nel 1785, venne istituito il Regolamento del Museo di Capodimonte: furono quindi definiti gli orari di apertura, i compiti dei custodi, la responsabilità del consegnatario, l'accesso ai copisti, mentre non venne liberalizzato l'accesso alla popolazione, cosa che invece già avveniva in altre realtà museali borboniche, se non con un permesso rilasciato dalla Segreteria di Stato. Alla fine del XVIII secolo, quando il museo ospitava circa milleottocento dipinti, venne presa la decisione di creare un unico polo museale napoletano: la scelta ricadde sul Palazzo degli Studi, il futuro Museo archeologico nazionale, dove i lavori per la nuova fruizione pubblica erano già iniziati dal 1777 a cura di Ferdinando Fuga, con l'intento di trasportarvi tutta la collezione Farnese e quella Ercolanense, quest'ultima formatasi a seguito dei ritrovamenti archeologici dagli scavi di Pompei, Ercolano e Stabia, oltre a farne sede della biblioteca e dell'accademia.

### XIX secolo

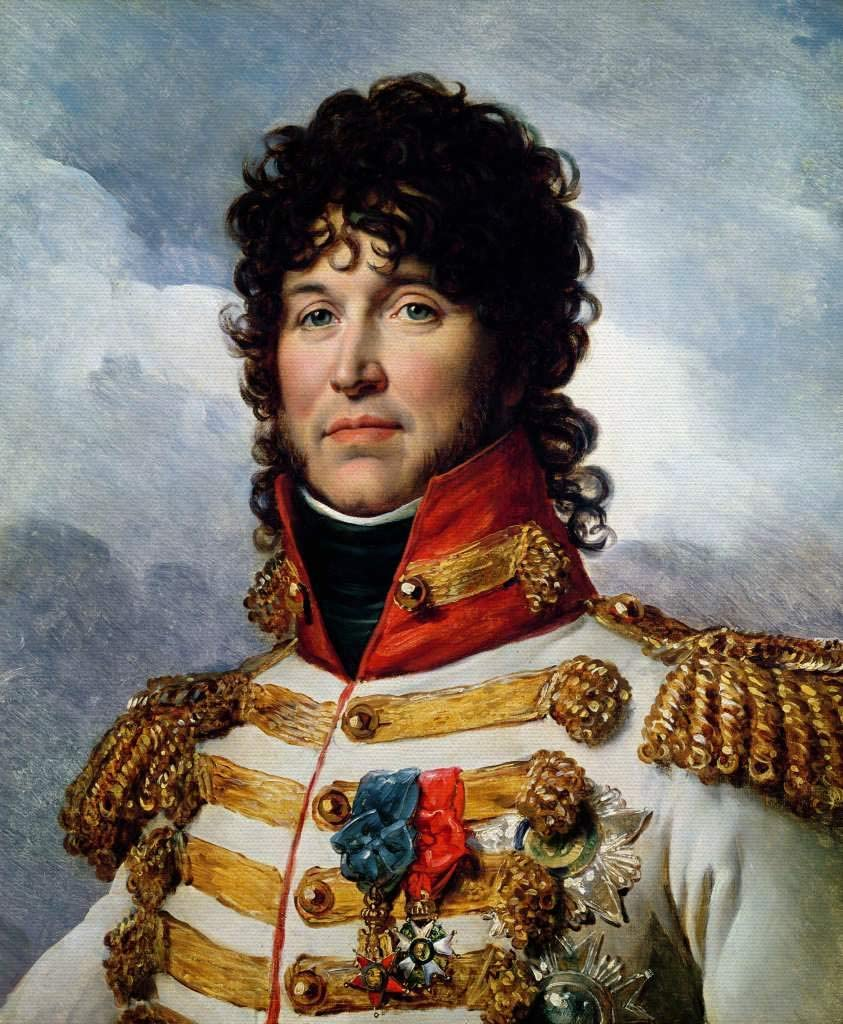
Gioacchino Murat, il sovrano che arredò gli ambienti della reggia

Un duro colpo al museo venne inferto nel 1799 con l'arrivo a Napoli dei francesi e la breve istituzione della Repubblica Napoletana: temendo il peggio, l'anno precedente Ferdinando aveva già trasferito a Palermo quattordici capolavori. I soldati francesi depredarono infatti numerose opere: dei millesettecentottantatré dipinti che facevano parte della collezione, di cui trecentoventinove della collezione Farnese e il restante composto da acquisizioni borboniche, trenta furono destinati alla Repubblica, mentre altri trecento vennero venduti, in particolar modo a Roma. Ritornato a Napoli, Ferdinando ordinò a Domenico Venuti di ritrovare le opere depredate: le poche recuperate non tornarono però a Capodimonte, bensì al Palazzo Francavilla, la nuova sede scelta per il museo cittadino.
L'inizio del decennio francese nel 1806 corrispose all'abbandono definitivo del ruolo museale della reggia di Capodimonte a favore di quello abitativo: tutto venne spostato all'interno del palazzo degli Studi, anche se, per arredare le nuove sale del palazzo, vennero utilizzate pitture provenienti da monasteri soppressi come quello di Santa Caterina a Formiello, Monteoliveto e San Lorenzo, tant'è che Gioacchino Murat ipotizzò la creazione a Capodimonte di una galleria napoletana, con l'intento, come egli stesso dice, di:
(Gioacchino Murat)
Anche con la restaurazione dei Borbone nel 1815, la reggia di Capodimonte continuò a svolgere la sua funzione abitativa: le pareti delle sale vennero adornate con dipinti inviati da giovani artisti napoletani mandati a Roma per studiare a spese della Corona, e che potevano così mostrare i loro progressi. Nel 1817 arrivò a palazzo la collezione del cardinale Borgia, fortemente voluta da Murat ma con l'acquisto completato da Ferdinando. In questi anni tuttavia non mancarono esempi di dispersione di opere facenti parte del vecchio museo, come quelle donate all'Università degli Studi di Palermo nel 1838 o la vendita della collezione di Leopoldo di Borbone-Due Sicilie, fratello di Francesco I delle Due Sicilie, al genero Enrico d'Orléans, per saldare i debiti di gioco e poi trasferita al castello di Chantilly.
Con l'unità d'Italia e la nomina a direttore della Real Casa di Annibale Sacco, la reggia di Capodimonte, oltre a continuare ad assolvere al suo ruolo di abitazione, tornò nuovamente ad avere, seppure non ufficialmente, una funzione museale. Dopo la cessione di circa novecento pitture, con Sacco e i suoi collaboratori Domenico Morelli e Federico Maldarelli furono trasferite nelle sale del palazzo numerose porcellane e biscuits, sistemate nell'ala nordoccidentale, pitture di fattura napoletana, che in poco più di vent'anni superarono le seicento unità, e oltre cento sculture: tutte le opere sono disposte cronologicamente, secondo i moderni standard museali, nelle sale intorno al cortile settentrionale, creando una sorta di pinacoteca al piano nobile. Nel 1864 venne trasferita la collezione di armi farnesiane e dell'Armeria borbonica; nel 1866 fu il turno del salottino in porcellana dal gusto cineseggiante di Maria Amalia di Sassonia, inizialmente ospitato in un ambiente della reggia di Portici, e nel 1880 sono trasferiti arazzi tessuti dalla Manifattura Reale e animali da presepe di artigianato napoletano. La reggia di Capodimonte tornò a diventare un centro culturale napoletano tant'è che nel 1877 al suo interno si svolse una festa in occasione dell'Esposizione Nazionale di Belle Arti.

### XX e XXI secolo

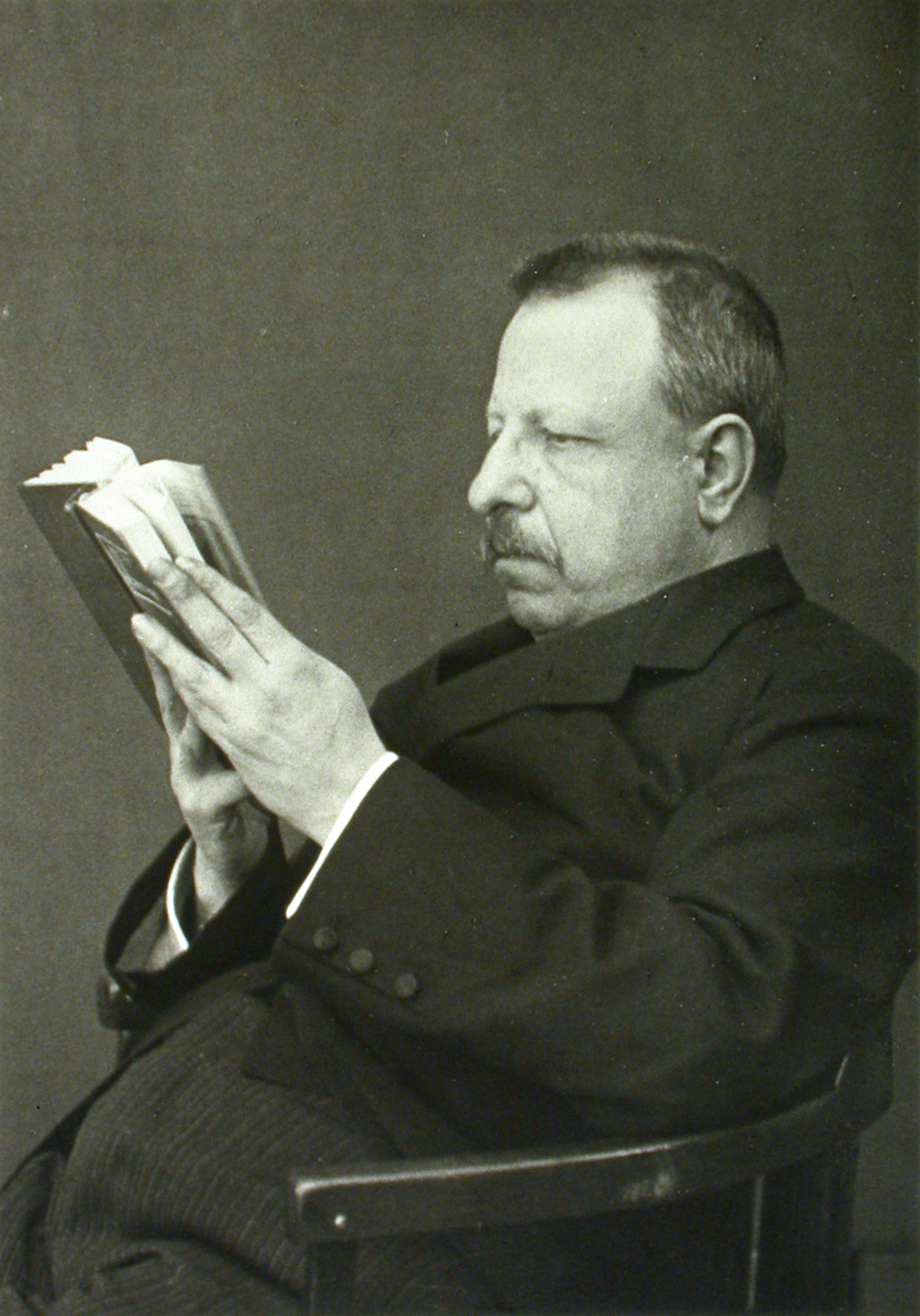
Benedetto Croce, una delle personalità che si adoperarono per la creazione del museo

L'inizio del XX secolo segnò un periodo di stasi nella fase di musealizzazione: il palazzo divenne abitazione fissa della famiglia del duca di Aosta, mentre le collezioni che formeranno il nucleo del futuro museo erano ancora raccolte nel palazzo degli Studi, che con l'Unità d'Italia aveva preso il nome di Museo nazionale. Nonostante l'acquisto di opere di pittori come Masaccio, nel 1901, e Jacopo de' Barbari, tra gli anni venti e trenta, si raggiunge l'apice delle cessioni: queste vennero compiute in parte per soddisfare le richieste avanzate da Parma e Piacenza, come sorta di risarcimento di ciò che aveva preso Carlo di Borbone, sia per arredare sale delle sedi istituzionali dello Stato italiano, come il palazzo del Quirinale, palazzo Montecitorio, palazzo Madama, ambasciate all'estero e università. Con lo scoppio della seconda guerra mondiale, le collezioni dei musei napoletani furono trasferite, nell'estate del 1940, all'abbazia territoriale della Santissima Trinità di Cava de' Tirreni e, a seguito dell'avanzata dei tedeschi nel 1943, nell'abbazia di Montecassino. Tuttavia le truppe della divisione Goering riuscirono a trafugare pitture di Tiziano, Parmigianino, Sebastiano del Piombo e Filippino Lippi: queste saranno ritrovate alla fine del conflitto in una cava nei pressi di Salisburgo e restituite a Napoli nel 1947.
Nel dopoguerra, cavalcando l'onda di entusiasmo per l'opera di ricostruzione del paese, venne attuato un progetto di sistemazione dei musei napoletani. Bruno Molajoli quindi trasferì definitivamente tutte le pitture presso la reggia di Capodimonte, liberata anche della sua funzione abitativa dopo la partenza dei duchi di Aosta nel 1946. Si esaudiva così la richiesta già espressa diversi anni prima da personalità illustri della cultura italiana, tra cui Benedetto Croce, di dedicare il Museo archeologico nazionale esclusivamente alla collezione di antichità, anche perché quest'ultima aveva acquistato nel corso degli anni sempre più spazio sia dalla galleria che dalla biblioteca, già trasferita al palazzo Reale nel 1925. Con un decreto firmato nel 1949 nacque ufficialmente il Museo nazionale di Capodimonte. I lavori di ristrutturazione degli ambienti della reggia iniziarono nel 1952, grazie al finanziamento della Cassa del Mezzogiorno, e vennero seguiti dallo stesso Molajoli, da Ferdinando Bologna, Raffaello Causa ed Ezio De Felice, che si occupò principalmente del profilo architettonico e dell'allestimento museografico, ammirato per modernità e funzionalità e a lungo preso come modello. Al primo piano furono quindi sistemati i dipinti dell'Ottocento e ricostruiti gli ambienti dell'appartamento reale, oltre ai laboratori per la conservazione e il restauro, mentre al secondo piano venne creata una pinacoteca per i dipinti classici.
Il museo fu ufficialmente inaugurato nel 1957: con un approccio molto moderno, i dipinti erano divisi innanzitutto per collezioni storiche, evidenziandone la diversa storia; seguivano poi un ordine cronologico e per scuole di pittura, con l'aggiunta di disegni e testi esplicativi, oltre a una illuminazione zenitale e con un sistema di filtraggio della luce. Successivamente si arricchì di nuove collezioni: venne donata, nel 1958, la collezione De Ciccio, con le sue numerose arti applicate, e la collezione di Disegni e Stampe, oltre a numerose opere provenienti dalle chiese cittadine, spostate nella reggia di Capodimonte a scopo conservativo.
Durante gli anni settanta furono ospitate una serie di mostre temporanee finalizzate alla conoscenza della produzione artistica napoletana: accanto a queste, nel 1978, Alberto Murri propose una mostra di arte contemporanea, il cui successo invogliò a crearne una permanente. A seguito del terremoto dell'Irpinia del 1980, grazie ai numerosi finanziamenti, il museo chiuse parzialmente per un totale restauro: nel 1995 riaprì il primo piano, mentre nel 1999 riaprì completamente; Nicola Spinosa, coadiuvato da Ermanno Guida, si occupò della nuova collocazione delle opere, seguendo un ordine storico e geografico, privilegiando anche la provenienza degli oggetti, integrando la storia di questi con quella della loro musealizzazione.

## Descrizione

Il piano ammezzato:
██ Gabinetto dei Disegni e delle Stampe
██ Ottocento Privato
██ Collezione Mele

Il Museo nazionale di Capodimonte si estende sui tre livelli della reggia di Capodimonte e la disposizione delle opere risale agli ultimi lavori di restauro che si sono tenuti dall'inizio degli anni ottanta fino al 1999: al piano terra, ma sfruttando anche zone del seminterrato, sono posti i servizi per i visitatori e alcune sale didattiche, al piano ammezzato è il Gabinetto dei Disegni e delle Stampe, e le esposizioni dell'Ottocento Privato e dei manifesti Mele, al primo piano si trova la Galleria Farnese, la collezione Borgia, l'Appartamento Reale, la collezione delle porcellane, la collezione De Ciccio e l'Armeria farnesiana e borbonica, al secondo piano è la Galleria Napoletana, la collezione d'Avalos, la sala degli arazzi d'Avalos e la sezione di arte contemporanea: quest'ultima continua anche al terzo piano dove è inoltre posta la Galleria dell'Ottocento e la galleria fotografica.

### Piano terra, seminterrato e piano ammezzato
Al piano terra sono posti i servizi per i visitatori quali biglietteria, bookshop, caffetteria e guardaroba: è inoltre presente un auditorium in grado di ospitare conferenze, proiezioni, traduzioni simultanee e concerti dal vivo, abbellito alle pareti con due arazzi della collezione d'Avalos. Nell'atrio, prima dello scalone d'onore Giove che fulmina i Titani, scultura in Biscuit di Filippo Tagliolini, e un'installazione di Luciano Fabro del 1989 dal titolo Nord, Sud, Ovest e Est giocano a Shanghai, in alluminio e ferro, mentre nel giardino, poco prima dell'ingresso, un'opera di arte contemporanea, Segno Australe Croce del Sud, di Eliseo Mattiacci.

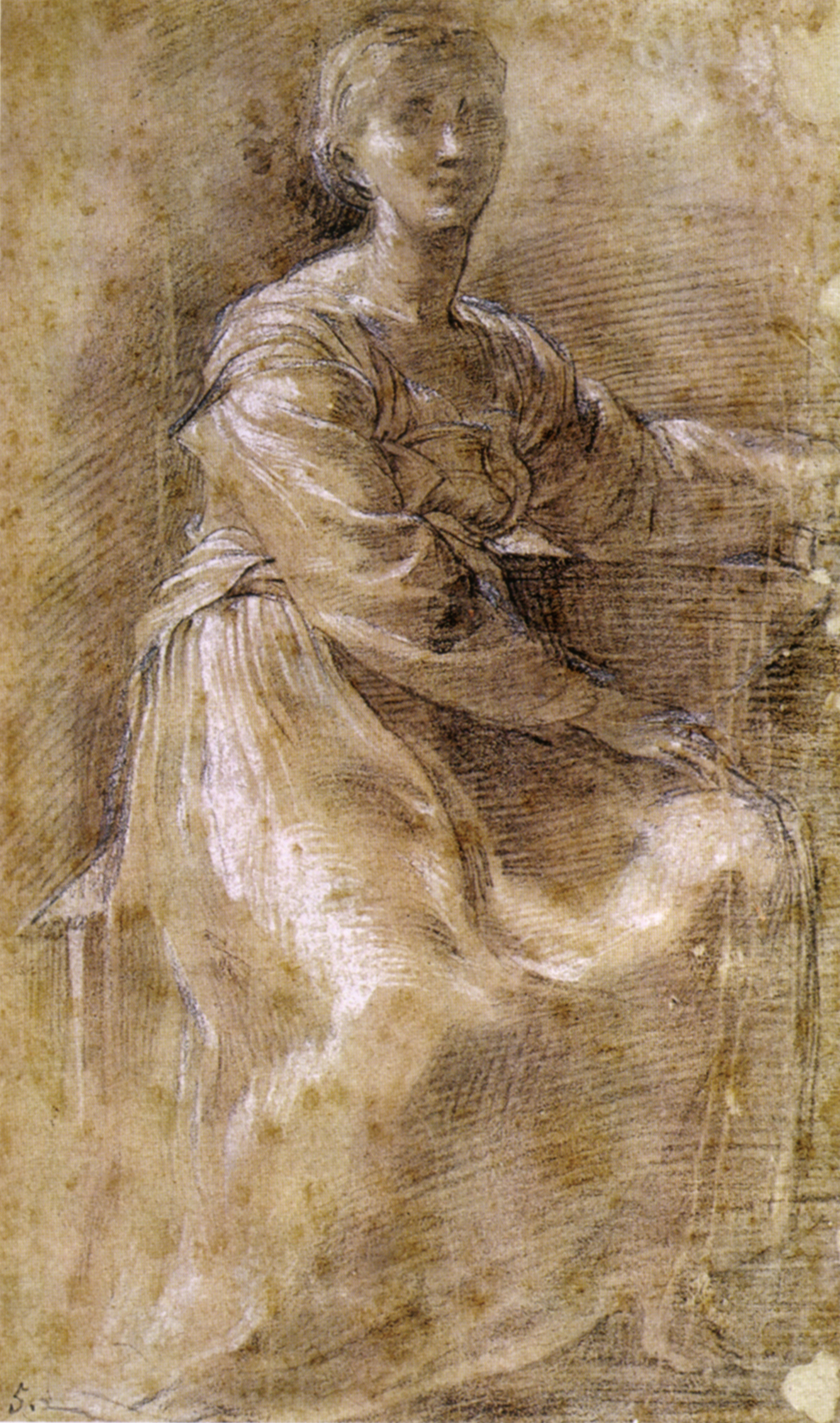
Donna seduta del Parmigianino, esposta nel Gabinetto dei Disegni e delle Stampe

Nel seminterrato si trovano due sale didattiche: la prima, chiamata sala Sol LeWitt, dal nome del suo ideatore, è utilizzata per incontri, conferenze, esposizioni, seminari e concerti riservati a un pubblico giovane con un'installazione dello stesso LeWitt chiamata White bands in a black room, mentre la seconda, la sala Causa, si estende per oltre 700 m² e è utilizzata principalmente per mostre temporanee.
Nel piano ammezzato si trova la collezione Mele: si tratta di manifesti pubblicitari dei Grandi Magazzini Mele, aperti a Napoli nel 1889 dai fratelli Emiddio e Alfonso Mele e donati al museo di Capodimonte nel 1988. Questi rappresentano un'importante testimonianza del linguaggio figurativo napoletano in un periodo compreso tra la fine del XIX e l'inizio del XX secolo: i manifesti erano commissionati all'Officina Grafica Ricordi e i disegni realizzati da artisti come Franz Laskoff, Leopoldo Metlicovitz, Leonetto Cappiello, Aleardo Villa, Gian Emilio Malerba, Achille Beltrame e Marcello Dudovich. Sempre al piano ammezzato, nell'ala meridionale del palazzo, si trova il Gabinetto dei Disegni e delle Stampe, la cui esposizione è iniziata nel 1994: sono raccolti circa duemilacinquecento fogli e venticinquemila stampe che spaziano dai cartoni preparatori ai disegni di autori quali Annibale Carracci, Guido Reni e Giovanni Lanfranco, di cui sono raccolti circa quattrocento fogli preparatori per affreschi eseguiti in chiese napoletane, ma anche Pontormo, Tintoretto, Andrea del Sarto, Jusepe de Ribera e Aniello Falcone. Nelle stesse sale sono anche esposte le collezioni del conte Carlo Firmian, acquistate nel 1782 e che raccolgono oltre ventimila stampe di Albrecht Dürer, Stefano della Bella, Giovanni Benedetto Castiglione e Rembrandt, e la collezione Borgia, acquistata nel 1817, comprendente ottantasei tra acquerelli e disegni indiani. Sono inoltre presenti anche altre collezioni, donate dopo l'apertura del museo, come quella di Mario e Angelo Astarita, offerta nel 1970, composta da quattrocentodiciannove disegni, acquerelli e olii di artisti della scuola di Posillipo, tra cui spicca Giacinto Gigante, o acquisti statali come la raccolta di sessantaquattro studi e rilievi dell'architetto Federico Travaglini. Conclude il piano ammezzato la collezione dell'Ottocento Privato: allestita del 2012 nell'ala meridionale del palazzo, raccoglie in sette sale dipinti del XIX e XX secolo; originariamente queste sale, dal 1816, ospitavano l'appartamento privato di Ferdinando I, per poi essere utilizzate dalla principessa Carolina durante la metà del XIX secolo e quindi destinate al ramo cadetto della famiglia dei duchi di Aosta nella prima metà del XX secolo: con l'istituzione del museo nel 1957, le sale accolsero gli uffici della Soprintendenza, mentre, durante i lavori di restauro negli anni novanta, vennero riportate al loro aspetto architettonico originario, destinate a un uso museale con l'aggiunta di arredi, tessuti e tendaggi di fattura napoletana.
La sala 1 è dedicata alla corrente neoclassica con opere di Vincenzo Camuccini, le sale 2 e 3 raccolgono paesaggi napoletani di autori della scuola di Posillipo come Anton Sminck van Pitloo, Gigante e i fratelli Palizzi, nella sala 4 pitture del realismo della seconda metà del XIX secolo con artisti come Vincenzo Gemito, Domenico Morelli, Michele Cammarano e Giuseppe De Nittis, nella sala 5 opere che si ispirano all'arte orientale e nelle sale 6 e 7 diverse donazioni di privati o di artisti come Gioacchino Toma, Achille D'Orsi, Giovanni Boldini e Giacomo Balla.

### Primo piano

Il primo piano:
██ Galleria Farnese
██ Collezione De Ciccio
██ Armeria farnesiana e borbonica
██ Appartamento Reale
██ Collezione Borgia
██ Salottino di Porcellana
██ Galleria delle Porcellane

Il primo piano si divide nelle aree della Galleria Farnese e dell'Appartamento Reale: in particolare, alla Galleria Farnese appartengono gli ambienti che vanno dalla sala 2 alla sala 30 dove è ospitata la collezione Farnese, escluse la sala 7, dedicata alla collezione Borgia, e la 23, mentre gli ambienti dalla sala 31 alla sala 60, a cui si aggiunge la sala 23, ospitano la sezione dell'Appartamento Reale, caratterizzato dalle sale 35 e 36 dedicate alla Galleria delle Porcellane, dalle sale 38 alla 41 dedicate alla collezione De Ciccio e dalle sale che vanno dalla 46 alla 50 riservate all'Armeria farnesiana e borbonica.

#### Galleria Farnese

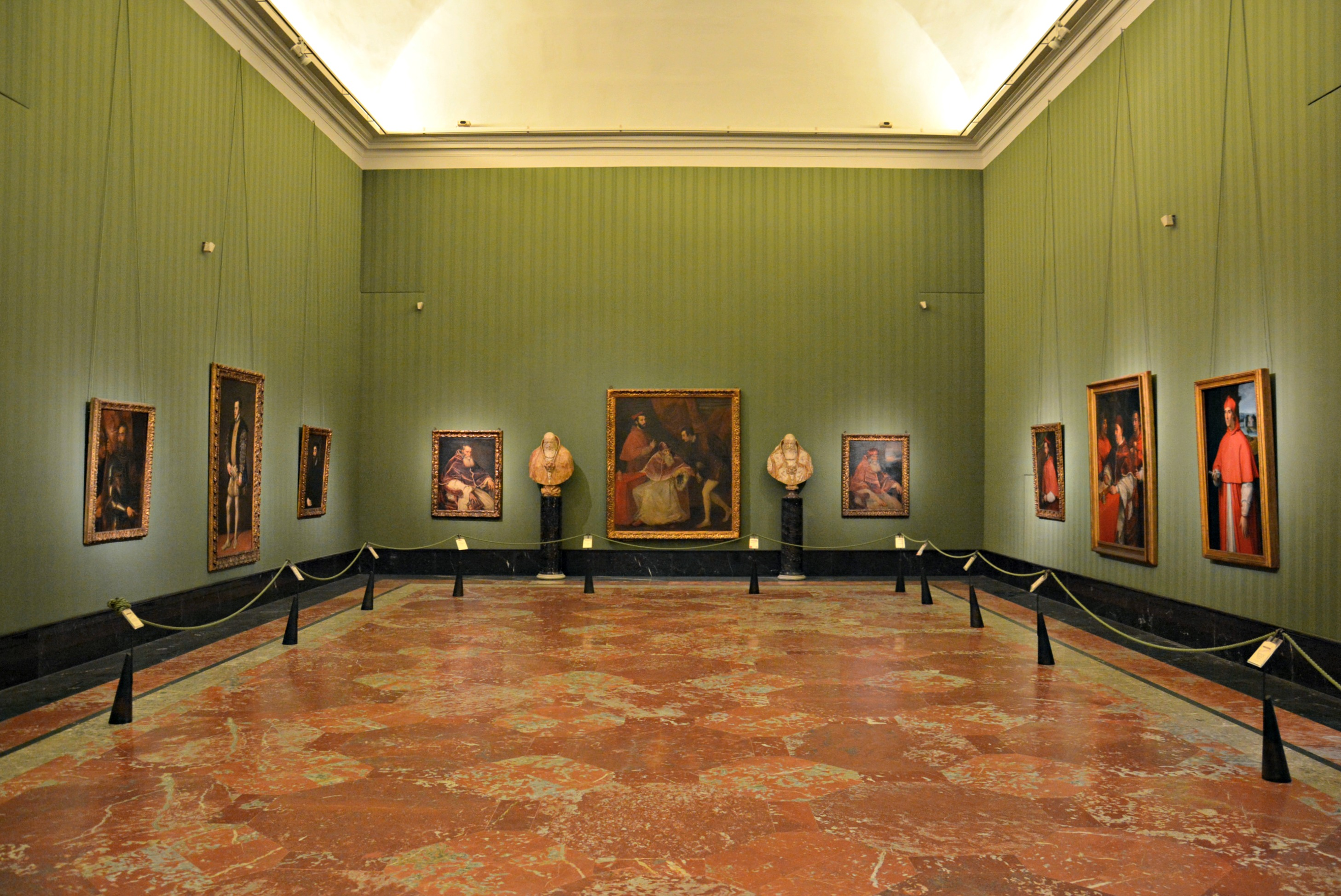
La sala 2

La collezione Farnese dà il nome all'omonima galleria e tutte le opere sono ordinate per zona di provenienza in sequenza temporale: la collezione fu iniziata nella metà del XVI secolo da papa Paolo III, il quale raccolse nel suo palazzo a Campo de' Fiori sia opere antiche, soprattutto statuaria proveniente dai ritrovamenti archeologici nell'area di Roma come dalle Terme di Caracalla, sia moderne, per lo più opere pittoriche di artisti come Raffaello, Sebastiano del Piombo, El Greco e Tiziano. Con Ottavio Farnese e suo figlio Alessandro, durante il corso del XVII secolo la collezione si arricchì di numerosi pezzi, grazie anche alla donazione, nel 1600, di Fulvio Orsini al cardinale Odoardo e alla confisca, nel 1612, dei beni appartenenti ad alcuni membri dell'aristocrazia parmense e piacentina, ritenuti responsabili di una congiura ordita l'anno prima ai danni di Ranuccio I Farnese. Entrano quindi a far parte della collezione opere di artisti come Correggio e Parmigianino, a cui si affiancarono acquisti dai palazzi romani. Inoltre, quando Alessandro divenne sovrano dei Paesi Bassi, accanto alla scuola pittorica italiana si aggiunse anche quella fiamminga: tuttavia, secondo alcune fonti dell'epoca, il monarca non sarebbe stato un attento collezionista contrariamente al padre e alla madre Margherita d'Austria. Nel 1693 si aggiunse la collezione di Margherita Farnese, sorella di Ranuccio. In seguito la collezione passò nelle mani di Elisabetta, e quindi a suo figlio Carlo di Borbone, il quale quando diventò re di Napoli trasferì tutte le opere nella capitale del suo regno: ampliata ancora con nuove acquisizioni anche con oggetti in ambra, bronzo, cristallo di rocca, maioliche e argenti, la raccolta venne ospitata nella reggia di Capodimonte, appositamente costruita. Nel corso degli anni però la collezione venne spostata in vari palazzi della città fino al termine della seconda guerra mondiale quando si decise un riassetto dei musei napoletani: la statuaria rimase al Museo archeologico nazionale, mentre le pitture furono nuovamente spostate alla reggia di Capodimonte nel neonato museo, ripristinando l'antica Galleria farnesiana.
La sala 2 segna l'ingresso alla Galleria Farnese e permette una visione, con i suoi dipinti, delle personalità di spicco della famiglia Farnese: molte delle opere presenti, come il Ritratto di Paolo III e il Ritratto di Paolo III con i nipoti Alessandro e Ottavio Farnese, sono opera di Tiziano, la cui raccolta di Capodimonte rappresenta per l'artista la più importante e numerosa sia in Italia che nel mondo; sono inoltre esposti dipinti di Raffaello, come il Ritratto del cardinale Alessandro Farnese, di Giorgio Vasari e Andrea del Sarto, oltre a sculture di Guglielmo Della Porta e a un arazzo raffigurante il Sacrificio di Alessandro.

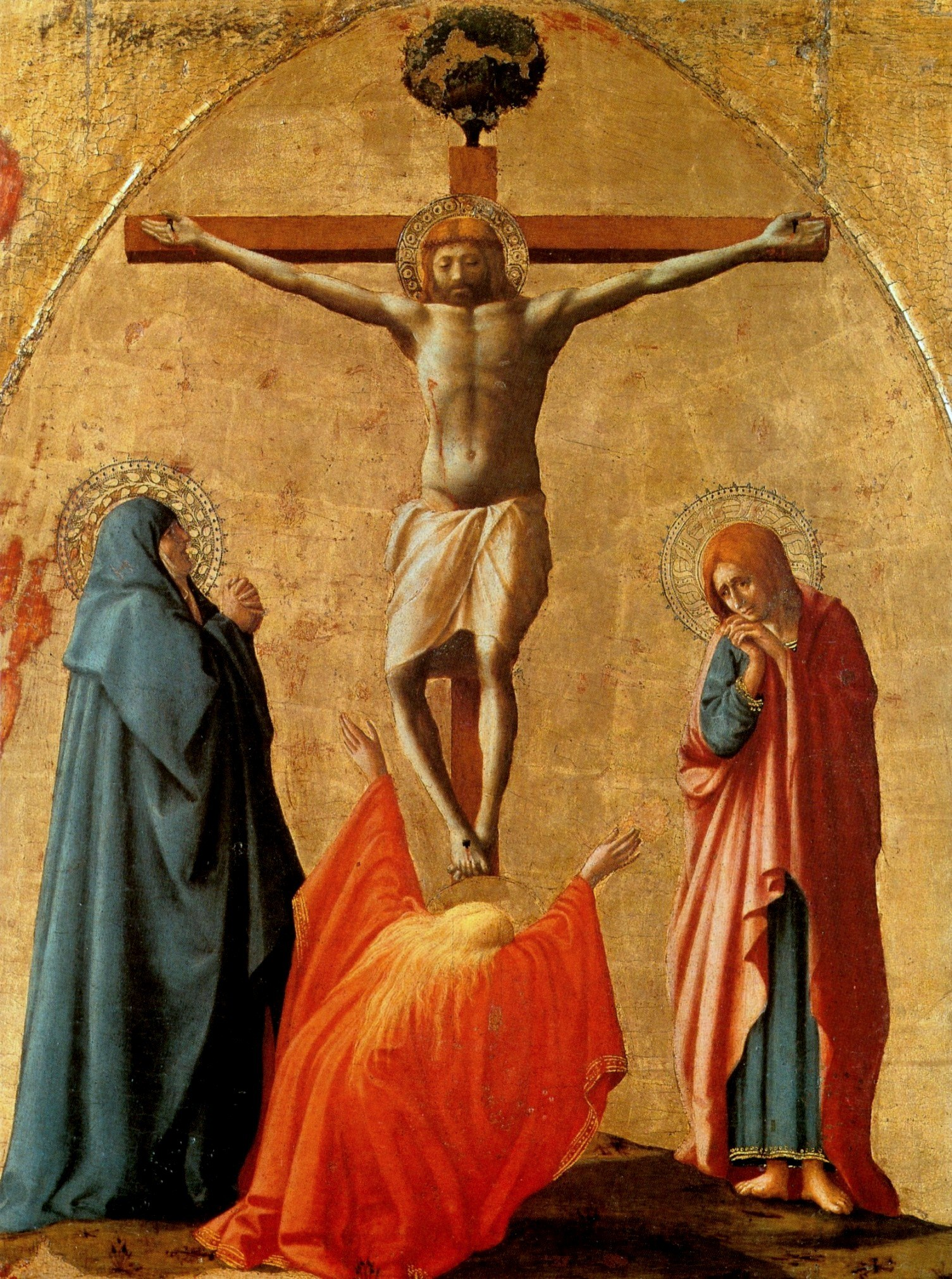
Crocifissione di Masaccio, sala 3

La piccola sala 3 è interamente dedicata alla Crocifissione di Masaccio; questa non fa parte della collezione Farnese, ma è stata acquistata nel 1901 da un privato come opera di un ignoto fiorentino del Quattrocento e solo in seguito ritenuta essere lo scomparto centrale del Polittico di Pisa che Masaccio aveva realizzato per la chiesa del Carmine del capoluogo pisano, poi frazionato in vari pezzi conservati in altri musei europei e statunitensi.
Nella sala 4 sono raccolti quattro disegni a carboncino: due di Michelangelo, uno di Raffaello e uno di Giovan Francesco Penni appartenuto a Fulvio Orsini, ed ereditati, secondo testamento del membro della famiglia Farnese, da Ranuccio; le opere giunsero nella reggia di Capodimonte nel 1759, sotto Giuseppe Bonaparte, poi trasferite al Regio Palazzo degli Studi, costituendo il nucleo principale del Gabinetto dei Disegni e delle Stampe e infine riportate nuovamente nel palazzo di Capodimonte. Nella stessa sala una pittura attribuita a Hendrick van den Broeck, Venere e Amore, copia dell'omonimo carboncino di Michelangelo, esposto al suo fianco e oggetto di numerose repliche anche da parte di altri artisti.
Dalla sala 5 le opere sono disposte secondo un ordine cronologico e divise per ambiti culturali: tra quelle principali spiccano due tavole di Masolino da Panicale, la Fondazione di Santa Maria Maggiore e l'Assunzione della Vergine, elementi centrali di un trittico originariamente posto sull'altare maggiore della basilica di Santa Maria Maggiore a Roma.
La sala 6 raccoglie dipinti sia della collezione farnesiana che borbonica di artisti rinascimentali umbro-toscani, i quali mostrano le novità pittoriche dell'epoca, come l'uso della prospettiva: ne fanno parte artisti quali Filippino Lippi, Lorenzo di Credi, Sandro Botticelli, Raffaellino del Garbo e Raffaello, con una sua opera giovanile Eterno tra cherubini e testa di Madonna, opera principale della sala; si scosta dal tema predominante invece la tela di Francesco Zaganelli, con il Cristo portacroce, più vicino alla pittura di Dürer.
Dalla sala 8 ha inizio quella serie di stanze, affacciate lungo il lato occidentale del palazzo, che già nel XVIII secolo ospitarono i primi dipinti della collezione farnesiana: il soffitto della sala, insieme a quello delle sale 9 e 10, presenta ancora gli affreschi decorativi del XIX secolo, restaurati poi durante gli anni cinquanta del XX secolo; nell'ambiente si trovano esposte opere pittoriche dell'arte veneta datate tra il XV e l'inizio del XVI secolo con artisti come Bartolomeo Vivarini, Andrea Mantegna e Lorenzo Lotto, tutte appartenenti alla collezione Farnese, mentre lavori di altri autori come Giovanni Bellini e Jacopo de' Barbari sono legati ad acquisti borbonici. Le tele mostrano tutte le innovazioni del periodo storico nel quale sono state dipinte, come la raffinatezza cromatica, l'uso della prospettiva aerea e il ruolo chiave della luce.
Nella sala 9 sono esposti lavori di Sebastiano del Piombo, Giulio Romano e Daniele da Volterra, a testimonianza della fervida stagione artistica romana del XVI secolo; nella stanza inoltre sono esposti tre dipinti, Madonna del Velo e Ritratto di Clemente VII con la barba di Sebastiano del Piombo e Ritratto di giovane di Daniele da Volterra, realizzati su ardesia, una tecnica sperimentale utilizzata come alternativa alla tela e alle tavole. Interessante inoltre la copia da Michelangelo del Giudizio universale dipinta da Marcello Venusti, testimonianza di come si presentava l'opera della cappella Sistina prima degli interventi di Daniele da Volterra atti a coprire quelle parti considerate indecenti.

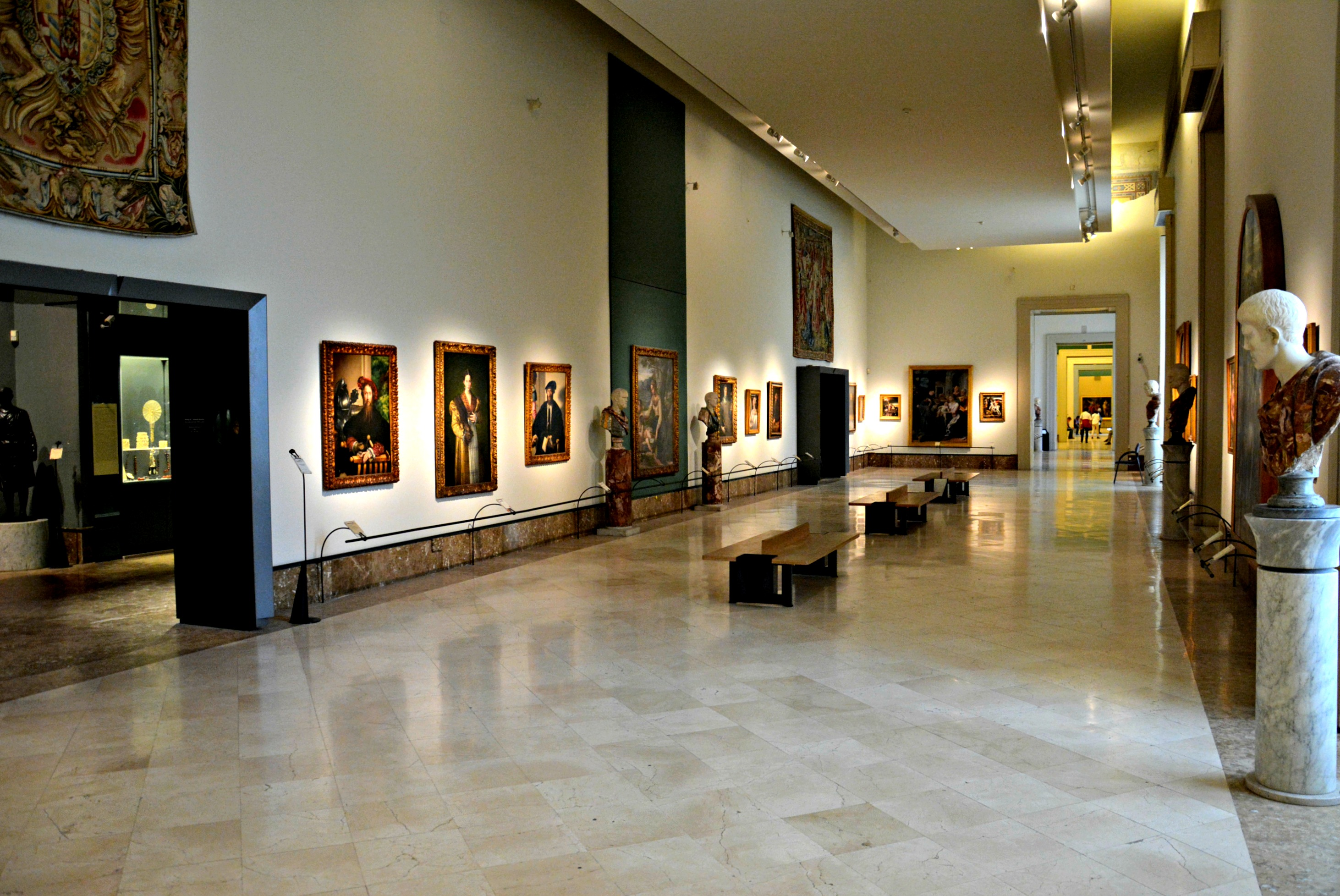
La sala 12

La sala 10 raccoglie le pitture di artisti toscani realizzate nel primo quarto del XVI secolo: si tratta di Pontormo, Rosso, Fra Bartolomeo, Franciabigio, Andrea del Sarto, Domenico Puligo e Pieter de Witte, artisti che apriranno le porte al manierismo.
La sala 11 raccoglie opere venete: in particolare le attività di un ormai maturo Tiziano come Danae, Ritratto di una giovinetta e Maddalena, di un giovane Dominikos Theotokópoulos, meglio conosciuto come El Greco, allievo di Tiziano e pittore di corte dei Farnese, e di Jacopo Palma il Vecchio. Del primo, degno di nota è Ragazzo che soffia su un tizzone acceso, opera in forte chiave chiaroscurale, con evidenti accenti caravaggeschi.
La sala 12 raccoglie una delle più importanti collezioni di pittura emiliana del XVI secolo al mondo, frutto del collezionismo dei Farnese e delle confische ai danni di alcune famiglie piacentine e parmensi che avevano ordito una congiura contro Ranuccio Farnese; tra gli artisti: Correggio, con i suoi temi sacri e mitologici e figure umane dalle forme morbide e dai colori tenui, Parmigianino, uno dei protagonisti del manierismo italiano e di una pittura fatta di sperimentazioni, Girolamo Mazzola Bedoli, Benvenuto Tisi da Garofalo, Dosso Dossi, Lelio Orsi e Ippolito Scarsella, questi ultimi due dalla caratteristica vena favolistica e narrativa. Completano l'ambiente alcuni busti in marmo di epoca romana.
La sala 13 raccoglie quelle opere di artisti che lavorarono alla corte Farnese a Parma, un luogo in pieno fervore intellettuale durante quel periodo: in particolare si tratta di Jacopo Zanguidi, meglio conosciuto come il Bertoja, con una Madonna col Bambino, e Girolamo Mirola, a cui si affiancano anche artisti stranieri come Jan Soens.

Anima dannata di Giovanni Bernardino Azzolino, sala 14

La sala 14 è la Galleria delle Cose Rare, comunemente chiamata Wunderkammer, ossia una sorta di stanza delle meraviglie che aveva il compito di affascinare e stupire i visitatori: accanto alle normali pitture essa raccoglie infatti quelle opere preziose e rare di quel che resta delle arti decorative della collezione Farnese, una volta ospitata nella Galleria Ducale di Parma. Tra le opere presenti nella sala: il Cofanetto Farnese, realizzato da Manno Sbarri con cristalli incisi da Giovanni Bernardi, bronzetti provenienti dalle varie scuole italiane ed europee come quelli del Giambologna, altri dalla tipica fattura rinascimentale, come il David di Francesco di Giorgio Martini e il Cupido di Guglielmo Della Porta, e manieristici, monete, oggetti in avorio come un vassoio e una brocca di Johann Michael Maucher, medaglie rinascimentali opera del Pisanello, Matteo de' Pasti e Francesco da Sangallo, smalti, tra cui uno che raffigura Diana cacciatrice di Jacob Miller il Vecchio, maioliche di Urbino, tra cui un servizio in maiolica blu appartenuto ad Alessandro Farnese, cristalli di rocca, microintagli lignei e manufatti e reperti esotici come una Ranocchia in pietra dura proveniente dal Messico e la statuetta di Huitzilopochtli, dio della guerra azteco.
La sala 15 raccoglie esclusivamente i dipinti del pittore fiammingo Jacob de Backer; si tratta di sette opere ritraenti i sette peccati capitali, filone molto in voga nella cultura fiamminga del XVI secolo: al centro del dipinto è raffigurato il vizio e alle spalle scene del Nuovo e del Vecchio Testamento. Le opere sono acquistate da Cosimo Masi nelle Fiandre e confiscate nel 1611 da Ranuccio Farnese: arrivate a Napoli non godettero di molta fortuna, tant'è che vennero conservate nei depositi del palazzo degli Studi prima di essere cedute alla Camera dei deputati a Roma, per abbellire le pareti; tornarono a Napoli nel 1952, beneficiando di una nuova rivalutazione.
La sala 16 è dedicata alla pittura lombarda del Quattrocento e del Cinquecento, con una collezione non molto rilevante, che vide in centri come Cremona, Brescia, Bergamo e soprattutto Milano il suo apice: tra gli artisti esposti Bernardino Luini e Cesare da Sesto, ispirati da Leonardo da Vinci, e Giulio Cesare Procaccini, che con la sua Madonna col Bambino e angelo mostra i segni della rigida morale della Controriforma nella pittura sacra, dove tuttavia si riscontrano i primi segni del barocco; completano l'ambiente alcuni busti di imperatori romani, esposti in origine a palazzo Farnese a Roma.

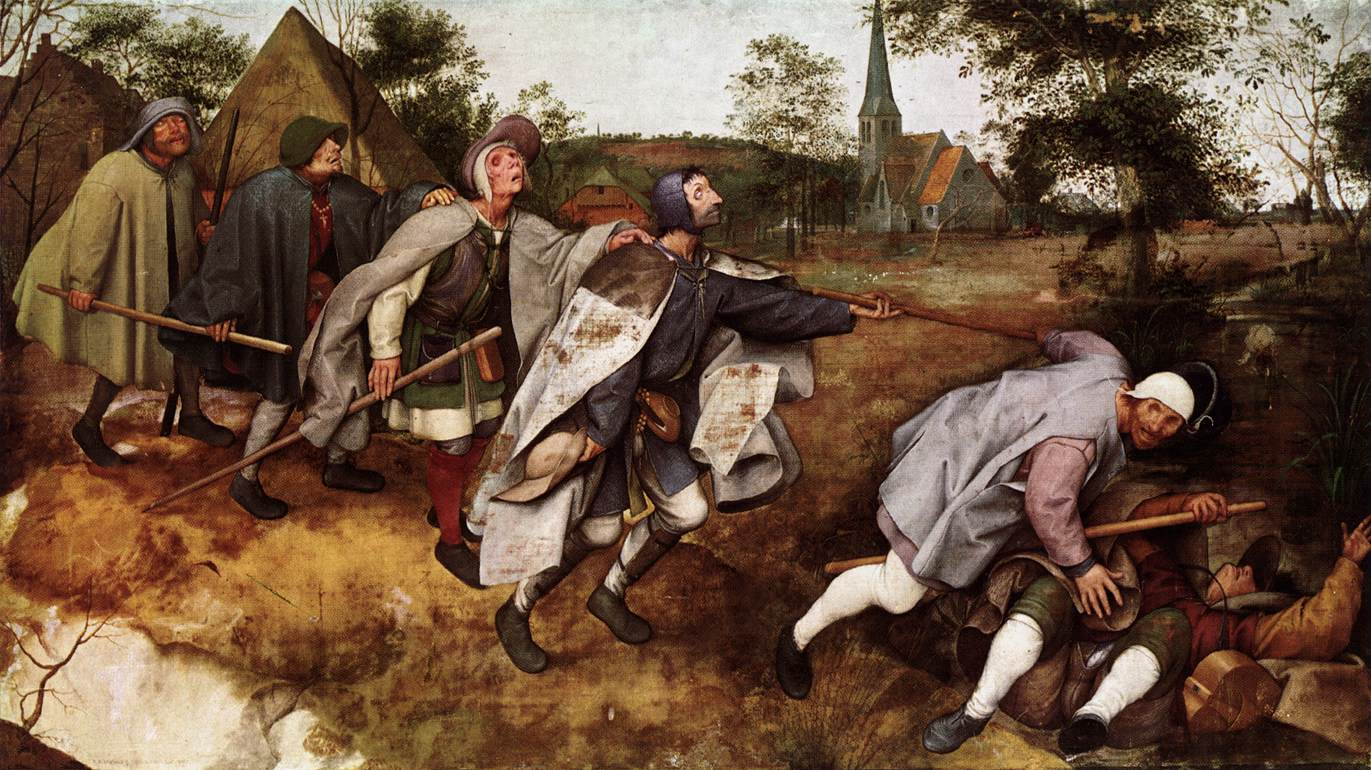
Parabola dei ciechi di Pieter Bruegel il Vecchio, sala 17

Nella sala 17 si trovano dipinti della zona fiamminga e tedesca; in particolare sono esposti i due capolavori di Pieter Bruegel il Vecchio, la Parabola dei ciechi e il Misantropo, rappresentanti due momenti della fase matura dell'artista: acquistati da Cosimo Masi, segretario del principe Alessandro, e confiscati dai Farnese a un suo erede, Giovanni Battista Masi, nel 1611. Sono inoltre presenti dei trittici, come la Crocifissione e l'Adorazione dei Magi di Joos van Cleve, con ante mobili e ricchi di elementi decorativi, tant'è che sembrano riproporre elementi tipici dell'arte italiana, e un gruppo di quadretti del Civetta che raffigurano paesaggi, già citati negli inventari del marchese Girolamo Sanvitale: altri artisti esposti sono Jacob Cornelisz van Oostsanen e Bernard van Orley, quest'ultimo con il Ritratto di Carlo V; la maggior parte di queste tele sono parte della collezione Farnese grazie alle acquisizioni del cardinale Odoardo a partire dal 1641.
La sala 18 è quasi interamente dedicata a Joachim Beuckelaer: non si conosce né quando né chi acquistò le opere, ma queste appartenevano sicuramente alla collezione Farnese di Parma già a partire dal 1587, come citato in alcuni inventari di famiglia, insieme a una quarantina di dipinti che appartenevano al duca Ottavio e a Ranuccio, in quel periodo in cui le nature morte e le scene popolari come quelle di mercati e di campagne, che le tele propongono, ottennero un grande successo in Italia. Unica opera che non appartiene a Beuckelaer è Gesù tra i fanciulli, di Maarten de Vos.

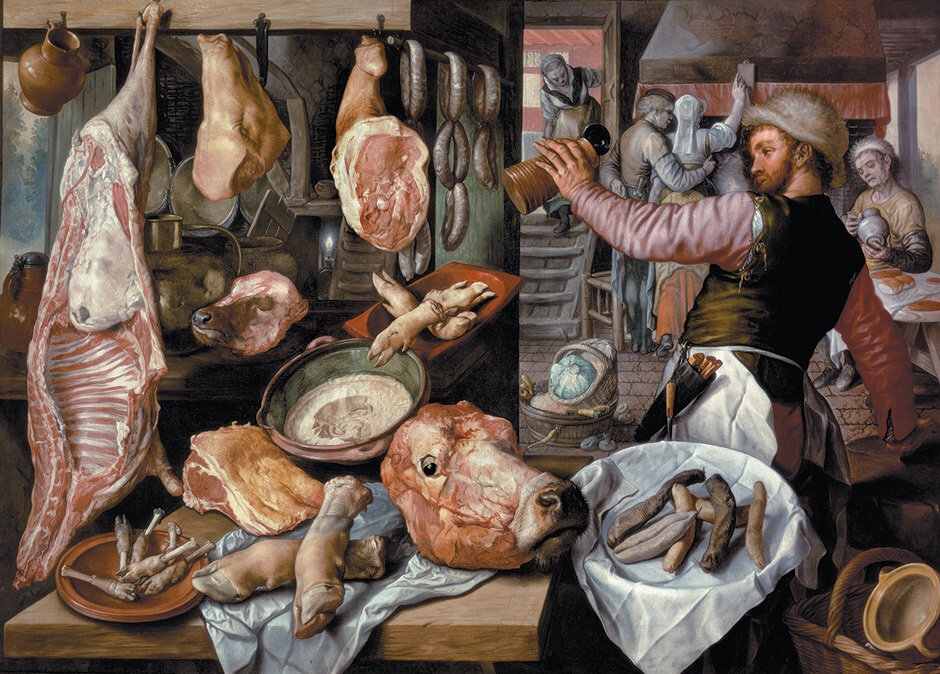
Bottega del macellaio di Joachim Beuckelaer, sala 18

Nella sala 19 sono in mostra le opere degli esponenti della famiglia Carracci, ossia i fratelli Agostino e Annibale, i maggiori esecutori per la famiglia Farnese, e il cugino Ludovico: le loro tele sono condizionate dalle privazioni imposte dal Concilio di Trento, anche se riescono a trovare una nuova soluzione artistica secondo cui l'artista deve avere una visione della realtà per far uscire la pittura italiana da quello stato di crisi.
La sala 20 continua a raccogliere opere della scuola emiliana con Annibale Carracci, questa volta presente con una pittura matura e ispirata ai miti greci come Rinaldo e Amida e l'Allegoria fluviale, Giovanni Lanfranco e Sisto Badalocchio.
La sala 21 è interamente dedicata alle pitture di Bartolomeo Schedoni, artista che ha legato la sua esistenza professionale ai Farnese, lavorando per la famiglia tra Modena e Parma e assicurando loro la maggior parte delle sue opere, anche quelle che, dopo la sua morte, si trovavano depositate in bottega: studioso di Correggio, Federico Barocci e dei Carracci, fa della luce la novità predominante delle sue pitture, a cui accosta figure eccentriche.
La sala 22 è ancora dedicata alla pittura emiliana: l'opera principale è quella di Atalanta e Ippomene di Guido Reni, a cui si accostano Giovanni Lanfranco e Michele Desubleo; tutti i dipinti presentano quelle tematiche e lo stile della nascente corrente barocca.
Nella sala 24 sono raccolte pitture fiamminghe del '600 con artisti come Antoon van Dyck e il suo Cristo Crocifisso, acquistata da Diego Sartorio per millecinqucento ducati, Peter Paul Rubens e Daniel Seghers: si tratta di opere appartenenti alla collezione Farnese oppure acquisti successivi e che offrono un confronto tra le pittura italiana e quella olandese del periodo.

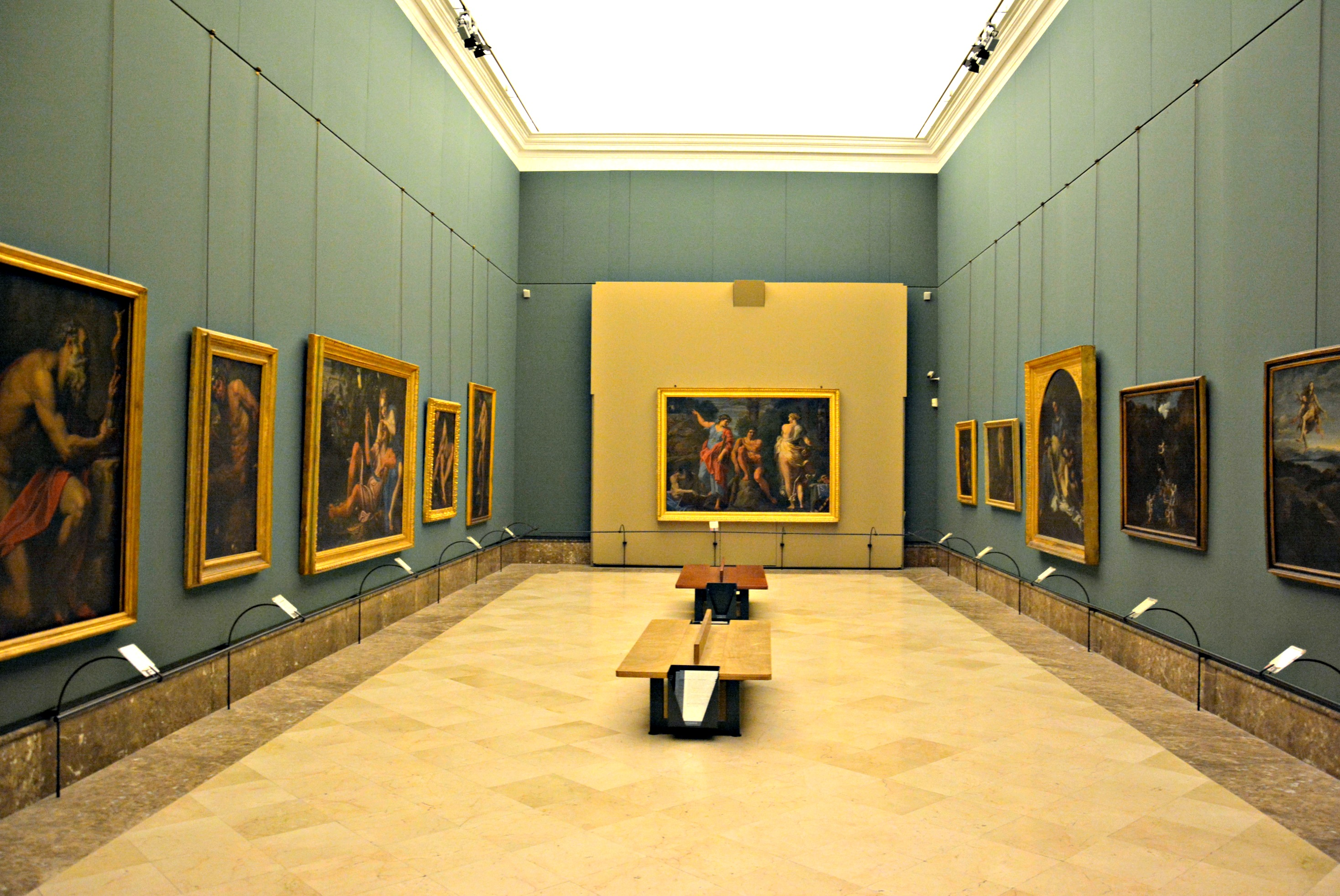
La sala 20

Anche nella sala 25 prosegue l'esposizione di pittori fiamminghi, in particolare di opere che trattano di vedute, genere che, dalla fine del XVI secolo, ebbe un enorme successo grazie anche alla richiesta di ricchi borghesi che amano adornare le pareti dei loro palazzi con tele ritraenti scene di vita quotidiana: tra gli artisti esposti nell'ambiente Sebastian Vrancx, Gillis Mostaert e Pieter Brueghel il Giovane con Paesaggio invernale.
Nella sala 26 si ritrovano ancora artisti fiamminghi: questa volta però il tema si sposta sulle nature morte, che avrà un'enorme diffusione in tutto il Seicento; si tratta di raffigurazioni intime di scene familiari con ritratti di frutta, selvaggina, fiori, stoviglie e cristalli come dimostra la tela di David de Coninck Selvaggina e animali o di David Teniers il Giovane con Interno da cucina.
Nella sala 27 si prosegue con gli artisti emiliani, in particolare quelli influenzati dall'esperienza dell'Accademia degli Incamminati: sono esposte opere di Ludovico Carracci, come la Caduta di Simon Mago, che apre la visione a una nuova concezione dello spazio e con i segni di un primo barocco, Domenichino con l'Angelo custode, che invece resta ancorato al classicismo, e Alessandro Tiarini che continua a seguire lo stile della scuola caravaggesca.
Lo stile tardo manieristico della fine del Cinquecento è espresso nelle opere custodite nella sala 28 con artisti toscani e liguri; importante in queste tele è l'uso del colore, quasi a dare una tonalità sovrannaturale ma donando comunque una luminosità dolce e soffusa: ne sono testimonianza la Pietà di Cigoli, Venere e Adone di Luca Cambiaso e San Sebastiano condotto al sepolcro di Domenico Cresti.

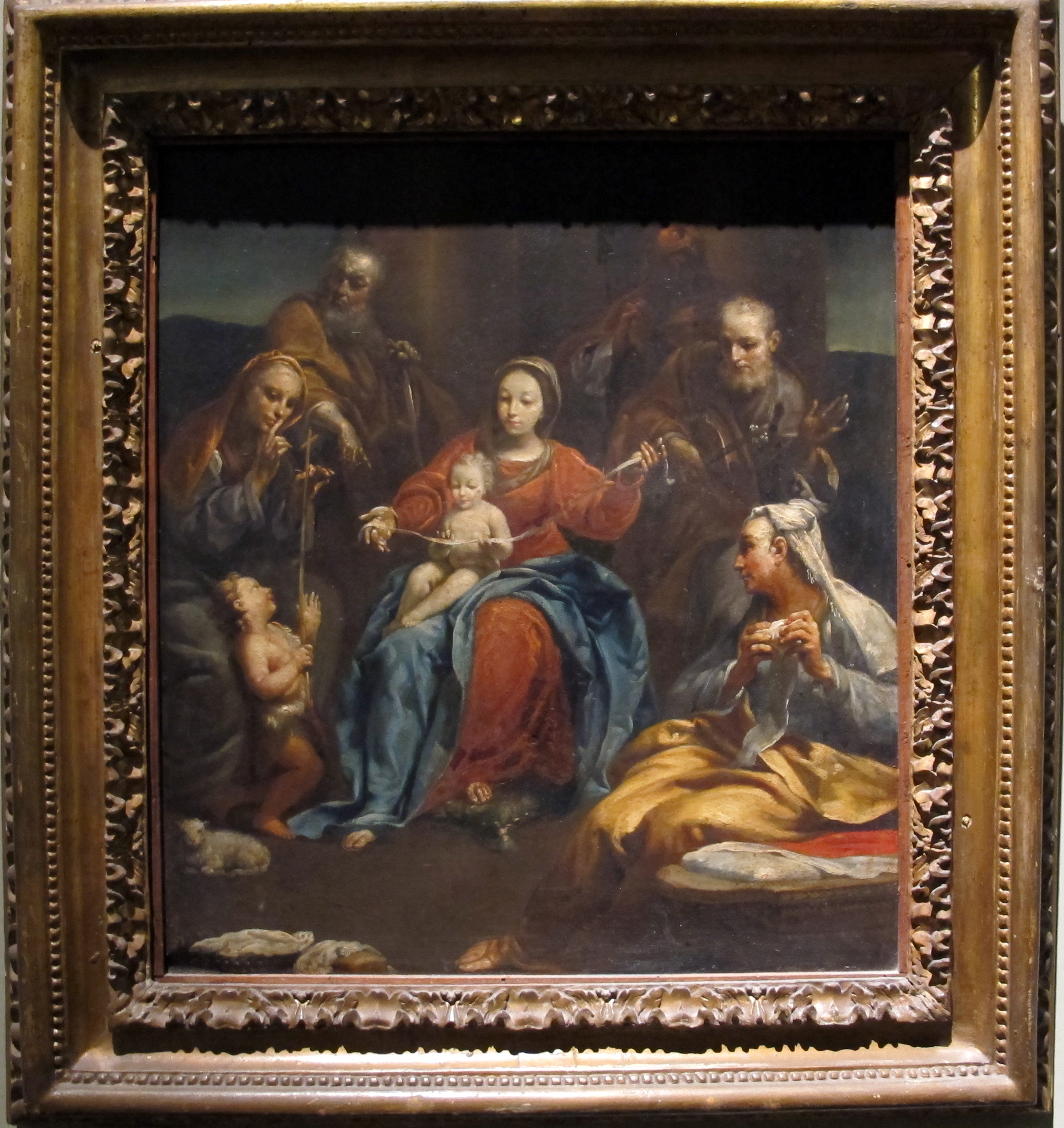
Sacra famiglia e santi di Giuseppe Maria Crespi, sala 30

Nella sala 29 sono ospitate opere di diversa provenienza e appartenute a differenti classi culturali, a dimostrazione che la famiglia Farnese, a causa di dissapori interni, non era più in grado di commissionare ad artisti quadri per la propria collezione; le più rappresentative della stanza sono di artisti di Genova, città che visse tra il Cinquecento e il Seicento una buona stagione artistica: caratteristici gli olii su rame di Carlo Saraceni a tema mitologico e opere di Orazio de Ferrari e Giovan Battista Gaulli, mentre Paesaggio con la ninfa Egeria di Claude Lorrain proviene dalla collezione borbonica.
La sala 30 conclude la collezione Farnese: in essa sono ospitate le opere di Sebastiano Ricci, veneziano del Seicento, uno dei pittori di casa Farnese a Parma che ha goduto della protezione di Ranuccio; nella sala anche Sacra Famiglia e santi di Giuseppe Maria Crespi.

#### Collezione Borgia
La sala 7 ospita la collezione Borgia: si tratta di una collezione acquistata nel 1817 da Ferdinando I, di proprietà del cardinale Borgia il quale, durante il corso del XVIII secolo, raccolse, grazie alle varie missioni cattoliche in giro per il mondo, numerose testimonianze artistiche dai popoli più disparati, come quelli orientali ed esotici. Le opere erano conservate dal cardinale sia in un palazzo romano che nella sua dimora a Velletri, dove diede origine a un vero e proprio museo, aperto agli studiosi e suddiviso in dieci sezioni: antichità egizie, etrusche e volsce, greco-romane, romane, arte dell'Estremo Oriente, antichità arabe, manufatti etno-antropologici dell'Europa Settentrionale, dell'America Centrale e il Museo Sacro, composto da opere legate all'iconografia e alla liturgia sacra. Alla morte del cardinale le opere vennero ereditate da suo nipote Camillo Borgia e in seguito acquistate dal sovrano borbonico: la collezione fu quindi dapprima esposta al Real Museo Borbonico e in seguito, nel 1957, trasferita alla reggia di Capodimonte dove, dopo lunghi lavori di inventariato, ne sono esposte tre sezioni, ossia il Museo Sacro, l'Arabo Ciufico e l'Indico.
Della collezione fanno parte opere pittoriche come la Sant'Eufemia di Andrea Mantegna, la Madonna col Bambino e i santi Pietro, Paolo e Antonio Abate di Taddeo Gaddi, la Madonna col Bambino di Bartolomeo Caporali, la Madonna di Jacopo del Casentino, il San Sebastiano di Taddeo di Bartolo, le Virtù e scene della vita di Giasone di Giovanni Bernardi; e ancora sono presenti oggetti di manifattura siriana, spagnola, birmana e francese composti da vari materiali come il Polittico della Passione, in alabastro, di scuola inglese, vetri, oreficerie, smalti come Pace di Nicolò Lionello, e avori, come la Crocifissione bizantina del X secolo.

#### Appartamento Reale

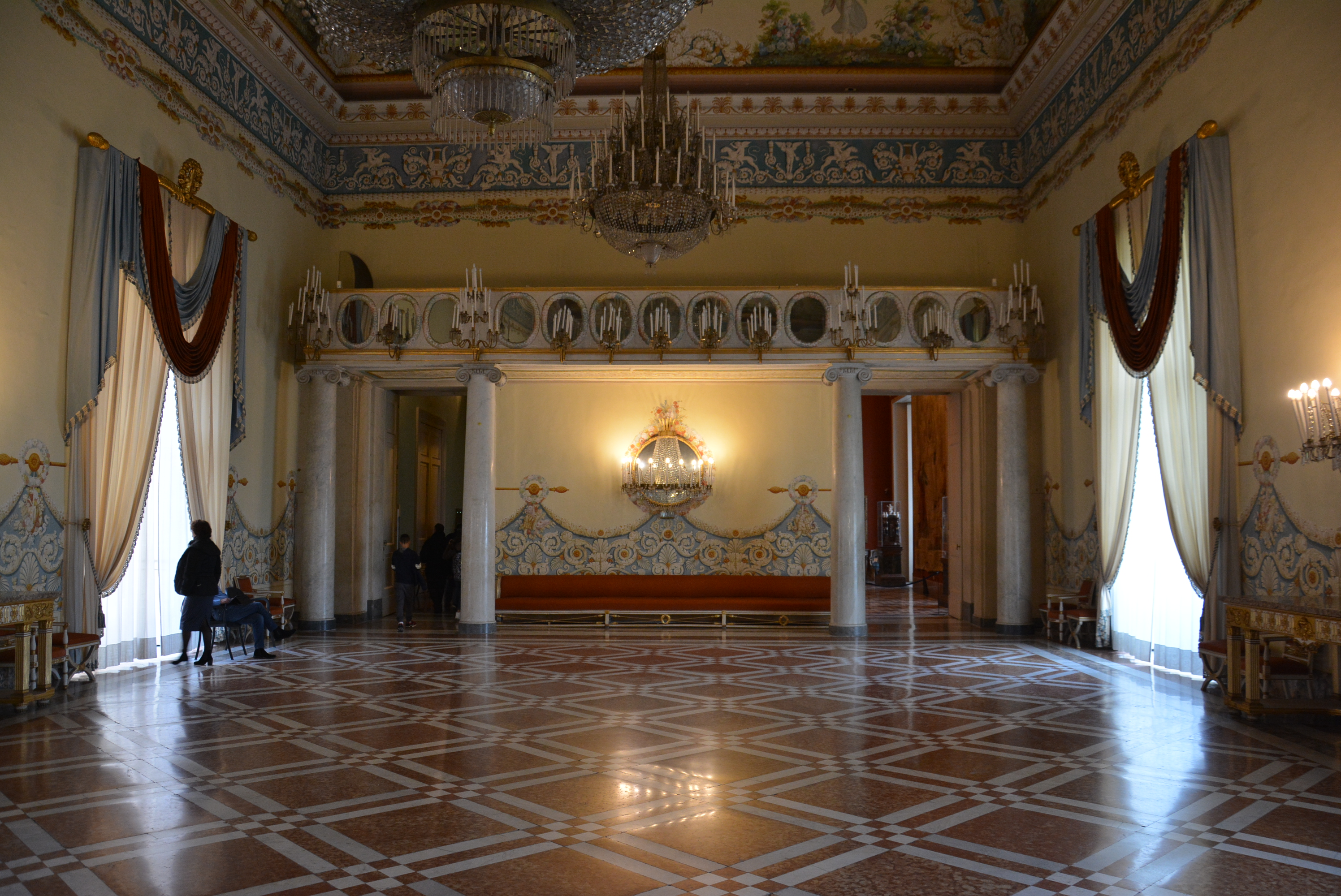
Il Salone delle Feste

La sala 31 fino alla sala 60, a cui si aggiunge la sala 23 ma si escludono la sala 35 e 36, quelle dalla 38 alla 41 e quelle dalla 46 alla 50, ospitano l'Appartamento Reale.
Modificate in parte nel loro aspetto originario sia nell'architettura che nell'arredamento, costituiscono l'appartamento che ha ospitato re borbonici, francesi e la famiglia dei duchi di Aosta: la stanza principale è la sala 23 che ospitava la sala da letto di Francesco I e Maria Isabella di Borbone-Spagna, realizzata tra il 1829 e il 1830 su progetto di Antonio Niccolini con particolari decorazioni parietali che ricordano gli affreschi rinvenuti agli scavi di Pompei e Ercolano e tappezzeria della manifattura di San Leucio. La sala 31 è denominata Salone della Culla in quanto ospitava una culla donata dai sudditi napoletani ai reali per la nascita di Vittorio Emanuele III di Savoia: particolarità dell'ambiente è il pavimento in marmo proveniente da una villa romana di Capri, Villa Jovis. La sala 42 è il Salone delle Feste, in origine pensato per ospitare le opere dalla collezione farnesiana e poi trasformato per assolvere alle funzioni di rappresentanza della famiglia reale: è uno dei pochi ambienti a conservare l'aspetto originario, con decorazioni di Salvatore Giusti, in stile neoclassico, pavimentazione in marmo e lampadari in cristallo. La sala 52 ospita il Salottino di Porcellana: si tratta di un salotto composto da oltre tremila pezzi di porcellana realizzato per la regina Maria Amalia tra il 1757 e il 1759 da Giovanni Battisti Natali, originariamente posto nella reggia di Portici e solo nel 1866 trasferito a Capodimonte in una stanza opportunamente adattata. La sala 56, realizzata per volere di Annibale Sacco e dal chiaro gusto neoclassico, prende il nome di Salone Camuccini ed è così chiamata per la presenza di opere pittoriche realizzate appunto da Vincenzo Camuccini, a cui si affiancano altri artisti come Pietro Benvenuti e Francesco Hayez: custodisce inoltre un buon numero di statue. Tutti gli ambienti conservano un gran numero di tele degli autori più disparati come Alexandre-Hyacinthe Dunouy, Claude Joseph Vernet, Antonio Joli, Francisco Goya, Angelika Kauffmann e Giacinto Gigante, oltre a numerosi oggetti di arredamento come porcellane, vasi, presepi, strumenti musicali, divani, lampadari e camini, questi ultimi previsti solo negli ambienti di rappresentanza.

#### Galleria delle Porcellane

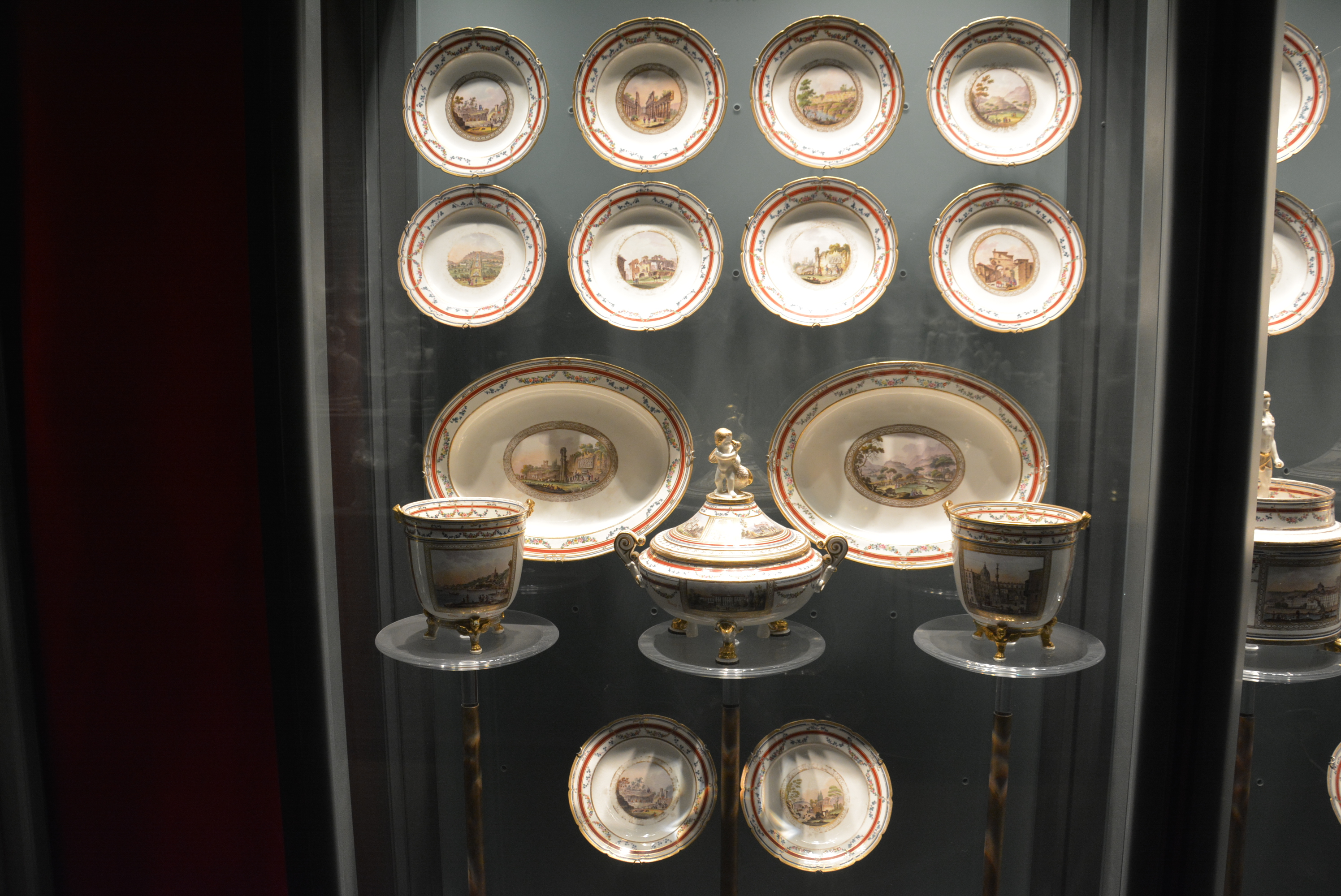
Parte del Servizio dell'Oca nella Galleria delle Porcellane

Nelle sale 35 e 36 costituiscono la cosiddetta Galleria delle Porcellane: composta da oltre tremila pezzi, di cui, per motivi di spazio, è esposta solo una piccola parte più rappresentativa dei servizi di porcellane di manifattura italiana ed europea, in particolare porcellane di Capodimonte, di Meissein, di Sèvres, con alcuni pezzi decorati a Napoli, di Vienna e di Berlino. Tutte le opere, eccetto l'Immacolata acquistata nel 1972, provengono dalla collezione borbonica; fino al 1860 questi pezzi sono stati normalmente utilizzati, mentre in seguito, a partite dal 1873, per volere di Vittorio Emanuele III, è iniziata un'opera di musealizzazione delle porcellane, a cura di Annibale Sacco.
Nella sala 35 sono esposte le creazioni della Real Fabbrica di Napoli, mentre nella sala 36 le più importanti manifatture europee: tra le opere principali il Servizio dell'Oca sulle cui stoviglie sono dipinte vedute di Napoli e dei suoi dintorni, mentre quelle prive di decorazioni sono in deposito, un Corredo d'altare comprendente sei candelabri e un crocifisso, opera di Giuseppe Gricci per la cappella Reale di Portici, un Servizio da scrittoio, un Servizio da cioccolata con ghirlanda di fiori e poi numerosi vasi, statue, alzate e piatti.

#### Collezione De Ciccio
Nelle sale 38, 39, 40 e 41 è ospitata la collezione De Ciccio: si tratta di una collezione, ordinata secondo l'allestimento originario, di circa milletrecento pezzi, per lo più arti applicate, comprendente dipinti e sculture ma anche bronzetti, avori, maioliche, porcellane e talvolta reperti archeologici, donati al Museo nazionale di Capodimonte nel 1958 dal collezionista Mario De Ciccio, che li aveva raccolti nel corso di circa cinquant'anni di acquisizioni tra Napoli, Palermo e diversi mercati internazionali.
Tra le varie opere, le ceramiche sono in stile ispanico-moresco, le maioliche rinascimentali, tra cui una mattonella a stella della manifattura persiana di Rey, le porcellane di Meissen, Vienna e Ginori; tra le statue quelle di una Madonna col Bambino della scuola di Lorenzo Ghiberti, San Matteo, in bronzo, attribuito ad Alessandro Vittoria, mentre tra i dipinti una tavola di Marco del Buono e Apollonio di Giovanni, già decoro di un cassone. E ancora vasi, piatti, coppe, fra le quali alcune cinesi di epoca K'ang Hsi e Chien Lung, bronzetti del rinascimento di Andrea Briosco, Alessandro Vittoria e Tiziano Aspetti, vetri di Murano e reperti archeologici come vasi attici del VI e V secolo a.C., rhyta del IV secolo a.C. e sculture italiche ed etrusche.

#### Armeria farnesiana e borbonica

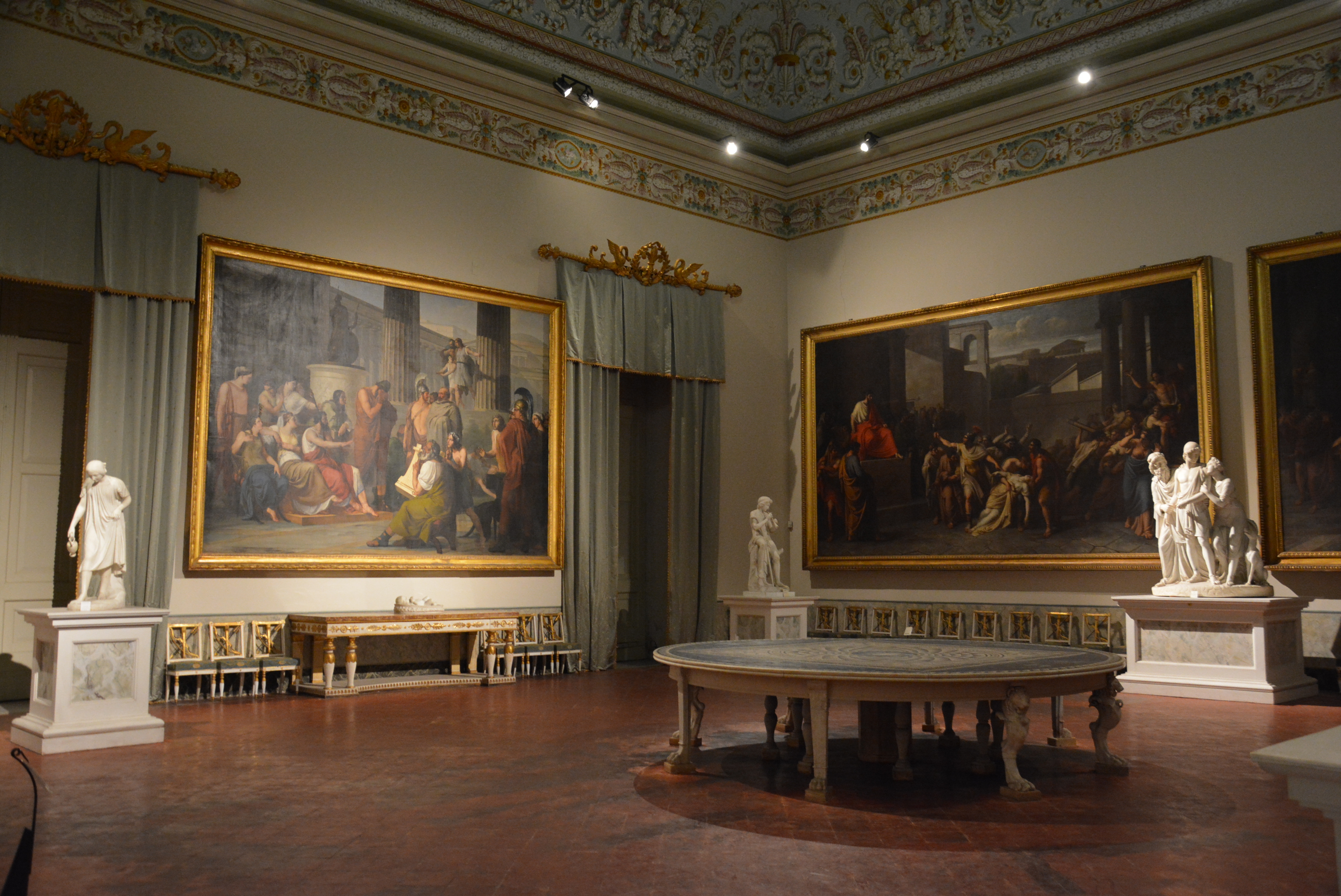
Il Salone Camuccini

Nelle sale 46, 47, 48, 49 e 50 sono esposte le collezioni dell'Armeria farnesiana e borbonica: si tratta di circa quattromila pezzi il cui primo allestimento risale al 1958 e di cui conservano ancora l'aspetto originario. Della collezione farnesiana fanno parte armi per lo più di fattura milanese e bresciana, ma anche esempi spagnoli e tedeschi di armi da fuoco, taglio e difesa, armature da torneo e da guerra, pistole, spade, pugnali e archibugi, tra cui spicca l'Armatura di Alessandro Farnese detta del Giglio, di Pompeo della Cesa, e un fucile a ruota italiano appartenuto a Ranuccio Farnese. Della serie borbonica fanno parte armi da fuoco, alcune giunte da Madrid con Carlo di Borbone, altre di manifattura napoletana provenienti dalla Real Fabbrica d'Armi di Torre Annunziata per assolvere alle necessità dell'esercito borbonico, e armi da caccia realizzate per puro scopo ludico come un fucile a pietra focaia appartenuto a Maria Amalia. A queste si aggiungono armi donate a Carlo e Ferdinando come carabine e fucili di fattura sassone, viennese e spagnola, armi bianche prodotte sia dalla Real Fabbrica che dalla Fabbrica degli Acciai, quest'ultima posta nel parco di Capodimonte dal 1782: tra i realizzatori della opere Carlo la Bruna, Biagio Ignesti, Michele Battista, Natale del Moro ed Emanuel Estevan. Sono inoltre custodite armi di manifattura orientale e modellini da guerra utilizzati per la scuola di artiglieria, armature italiane da giostra e guerre del Seicento, spade del XVI e XVIII secolo di cui una probabilmente appartenuta a Ettore Fieramosca, armi da fuoco italiane ed europee del XVIII e XIX secolo. Particolare un modello in gesso raffigurante Carlo V di Vincenzo Gemito.

### Secondo piano

Il secondo piano:
██ Arte contemporanea
██ Sala degli Arazzi
██ Collezione D'Avalos
██ Galleria Napoletana

Il secondo piano si divide nelle aree della Galleria Napoletana e della collezione di arte contemporanea: in particolare dalle sale 61 alla 97, esclusa la 62, è ospitata la galleria delle arti a Napoli dal Duecento al Settecento, la sala 62 è dedicata agli arazzi d'Avalos e le sale dalle 98 alla 101 alla collezione d'Avalos, mentre la zona dell'arte contemporanea occupa due sale più altre che sono al terzo piano.

#### Galleria Napoletana

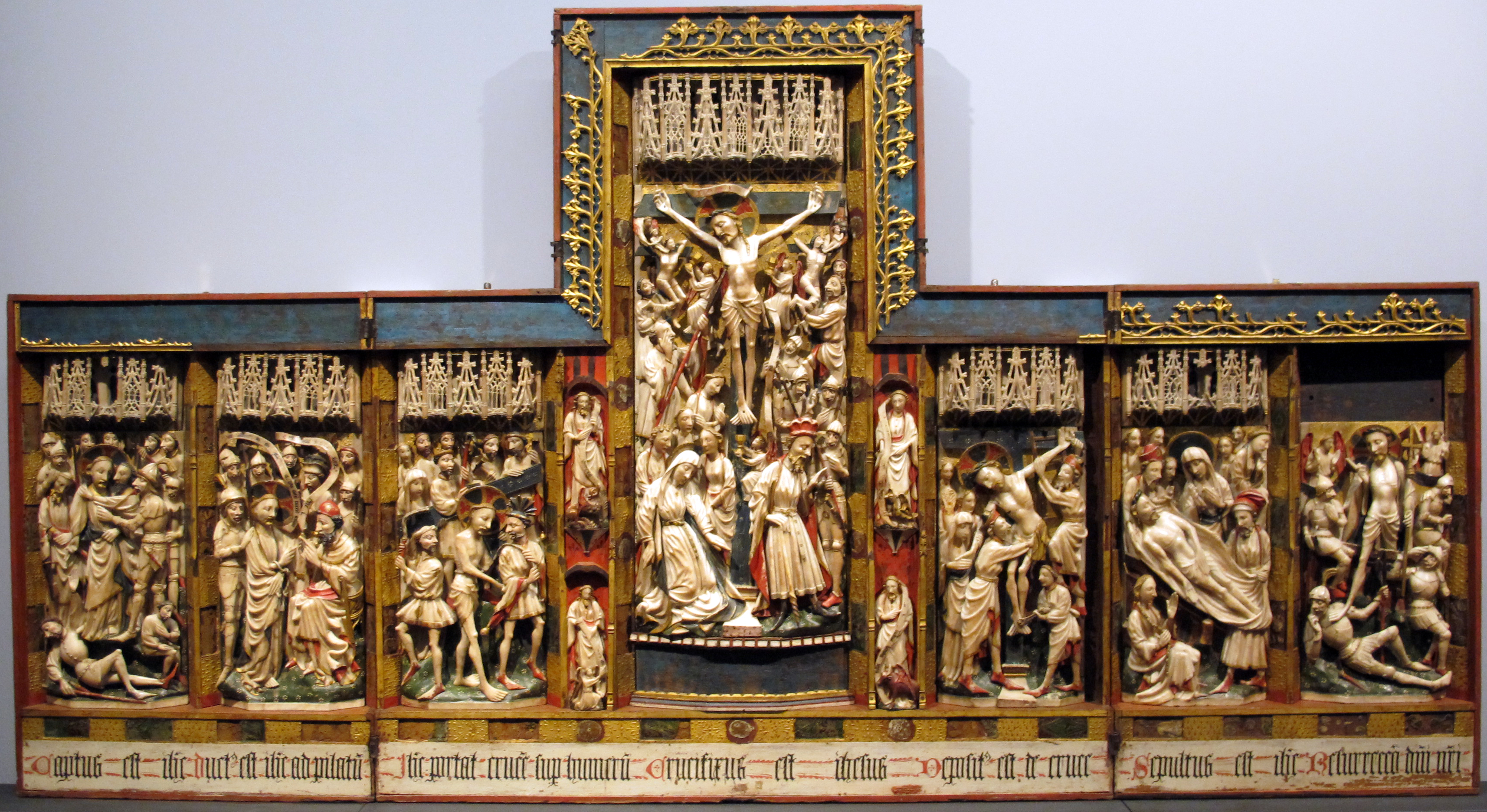
Polittico con Storie della Passione, sala 61

La Galleria Napoletana è composta da quarantaquattro sale e accoglie dipinti, ma anche sculture e arazzi, realizzati da artisti napoletani o comunque personalità non del posto ma che lavorato o spedito opere in città e hanno influenzato la scuola locale in un periodo compreso tra il XIII e il XVIII secolo. La raccolta è iniziata all'inizio del XIX secolo, sia a seguito delle soppressioni dei monasteri durante il periodo della dominazione napoleonica sia dagli emissari borbonici alla ricerca di opere da far entrare nella collezione reale, per proseguire ancora nel 2008 grazie a numerose acquisizioni statali, donazioni, o, come avvenuto tra il 1970 e il 1999, a scopo cautelativo, soprattutto per quei lavori custoditi in chiese chiuse o comunque poco sorvegliate. I temi trattati sono quindi soggetti religiosi, che abbellivano le chiese, ma anche battaglie, scene mitologiche e nature morte, temi più profani, spesso commissionati da privati per le loro case borghesi. L'allestimento museale degli ambienti tende a riprodurre di conseguenza quello stretto rapporto che intercorre tra la storia e la storia dell'arte nell'area napoletana e del sud Italia in generale, con opere commissionate sia dalla casa regnante sia dagli aristocratici che hanno reso il capoluogo partenopeo un centro culturale internazionale.
Con la sala 61 ha inizio la Galleria Napoletana: sono quindi ospitate opere di diversa tipologia, a dimostrazione della varietà e complessità delle realizzazioni artistiche di Napoli, ma anche quei lavori sottoposti a restauro; dell'esposizione fanno parte il Polittico con storie della Passione, in alabastro e legno di manifattura di Nottingham,  un arazzo raffigurante la Deposizione dalla Croce e statue lignee di Giovanni da Nola.

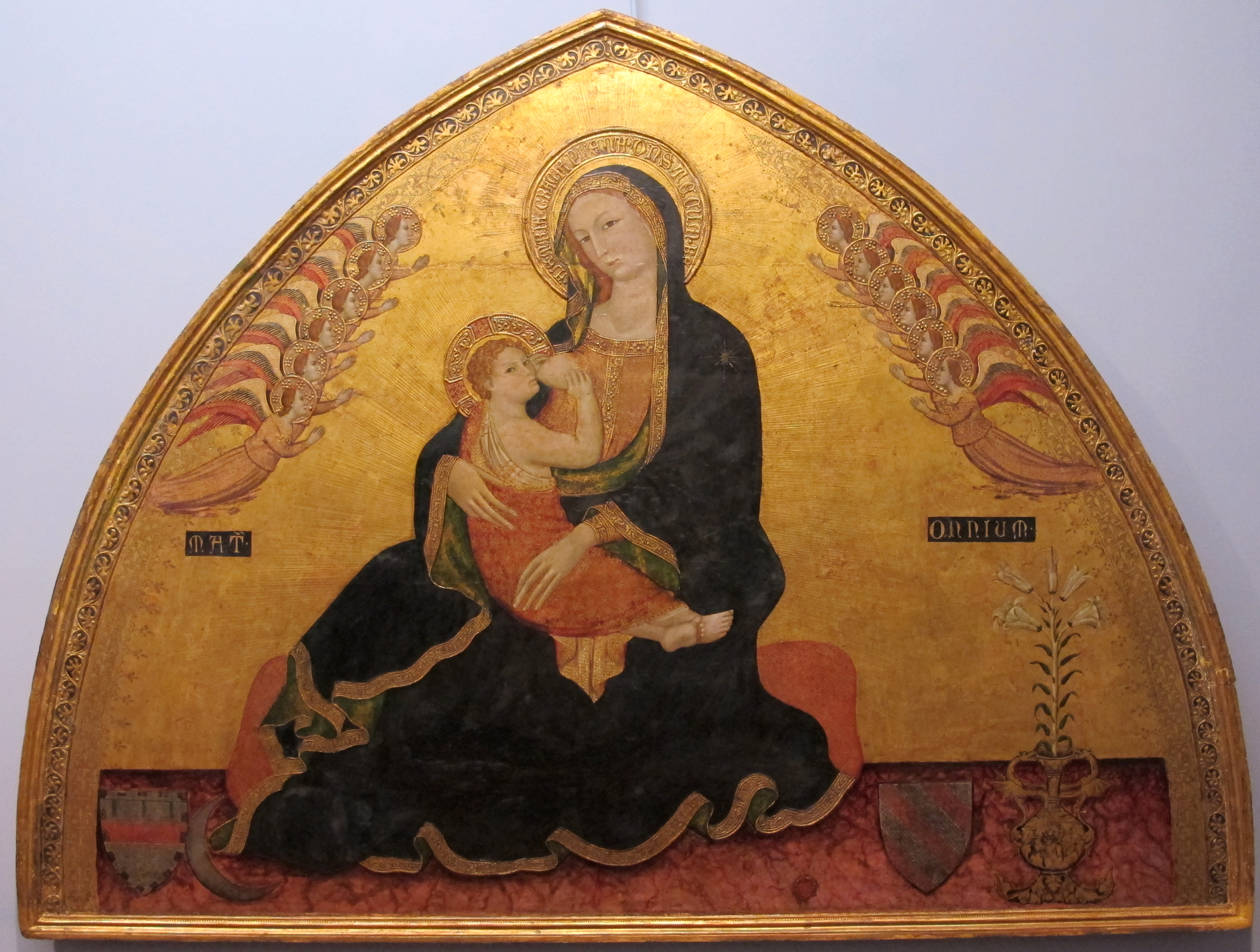
Madonna dell'Umiltà di Roberto d'Oderisio, sala 64

La sala 63 e le due successive ospitano lavori della cultura campana che spaziano dalla fine del XII secolo all'inizio del XV: degni di nota sono un San Domenico, polittico da una chiesa napoletana, un oggetto in marmo facente parte di un candelabro, e una tempera su tavola con soggetto Santa Maria de Flumine, proveniente da una chiesa nei pressi di Amalfi, che mostra le influenze bizantine e arabe presenti nella penisola sorrentina.
La sala 64 esibisce gli influssi che ha sull'arte napoletana l'arrivo della dinastia angioina e quella del loro mondo cortese; i nuovi sovrani infatti apportano in città importanti lavori di riqualificazioni, con la costruzione di palazzi e chiese che devono quindi essere successivamente decorati. E gli artisti chiamati a questo lavoro si ispirano a Giotto, presente personalmente in città, e alla sua bottega: è il caso degli esposti in questa sala come Roberto d'Oderisio, con la sua Crocifissione e la Madonna dell'Umiltà e il senese Andrea Vanni con San Giacomo Apostolo.
Nella sala 65 si notano gli influssi del ramo ungherese della dinastia degli Angiò, in particolare di Carlo III di Napoli e di Ladislao I di Napoli, quest'ultimo che commissiona opere a un pittore anonimo conosciuto come il Maestro delle Storie di San Ladislao: i due sovrani, impegnati costantemente in campagne militari, favoriscono la presenza a Napoli di numerosi artisti, in larga parte provenienti dalla Toscana, come Niccolò di Tommaso.
La sala 66 è esclusivamente dedicata al capolavoro di Simone Martini, San Ludovico di Tolosa che incorona il fratello Roberto d'Angiò: la tavola, che ricade ancora nel periodo angioino di Napoli, è stata voluta da Roberto d'Angiò, per ricordare e celebrare il fratello Ludovico che ha rinunciato al trono del regno dopo aver aderito alla corrente francescana.

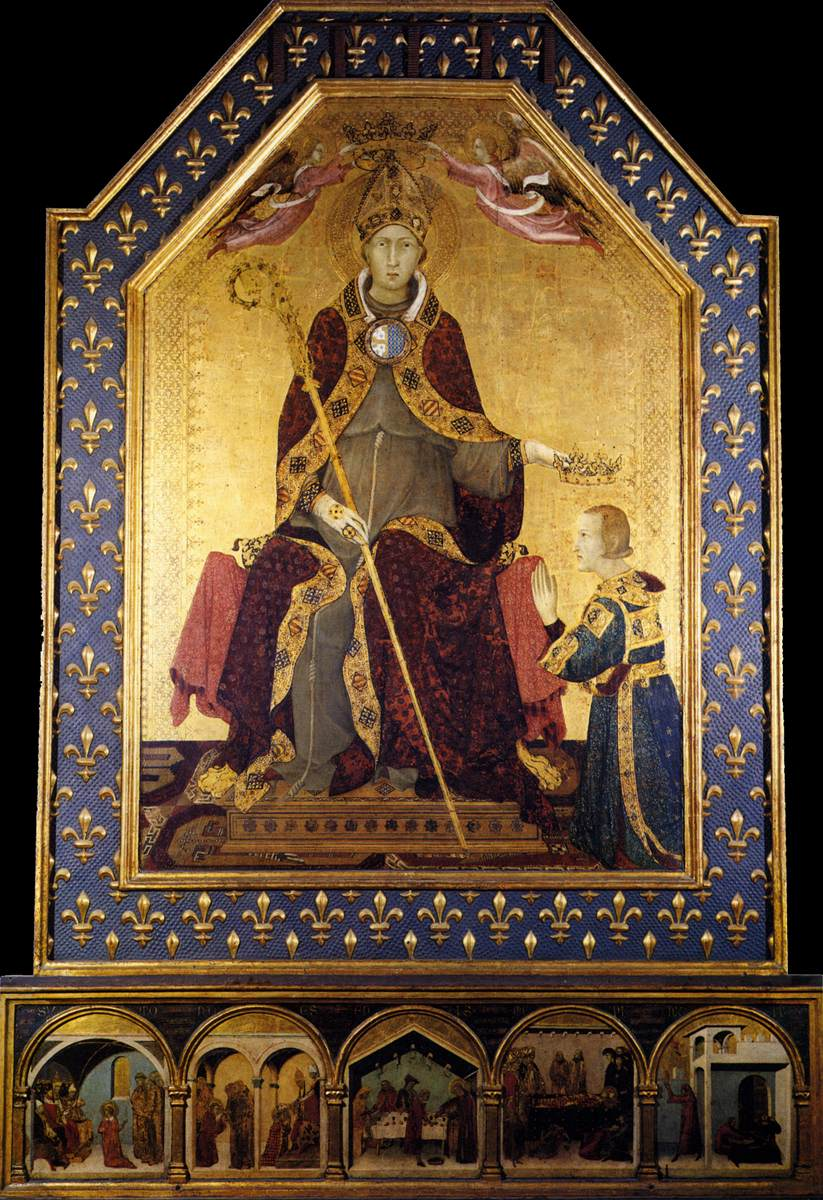
San Ludovico di Tolosa che incorona il fratello Roberto d'Angiò di Simone Martini, sala 66

La sala 67 accoglie lavori che segnano la fine del regno angioino a Napoli e l'inizio di quello aragonese, con le sue novità pittoriche: nell'ambiente sono esposti artisti fiamminghi, pittori e scultori molto cari ad Alfonso V d'Aragona, ma anche italiani come Colantonio con la Consegna della regola francescana, San Girolamo nello studio e il Polittico di san Vincenzo Ferrer, primi esempi di pittura rinascimentale napoletana, a metà strada tra stile italiano e stile internazionale, con influssi fiammingo-catalani.
Nella sala 68 sono esposti quegli artisti che operano a Napoli durante il regno di Ferdinando I di Napoli e di Alfonso II di Napoli, favoriti da quest'ultimo per la costruzione dell'arco trionfale del Maschio Angioino: si tratta di lombardi come Cristoforo Scacco di Verona e Protasio Crivelli, veneti, siciliani, dalmati e spagnoli come Juan de Borgoña, ma anche Francesco Pagano e Pietro Befulco.
La sala 69, con le sue opere, mostra la stretta relazione che si instaura alla fine del XV secolo tra Alfonso II e la Toscana, ma anche come gli artisti umbri siano molto apprezzati in città: sono esposti lavori di Pinturicchio e Matteo di Giovanni, artisti fondamentali anche per la formazione dei pittori locali come Francesco Cicino, assiduo realizzatore di polittici tra cui spicca la Madonna col Bambino in trono e santi.
La sala 70 segna l'inizio del dominio spagnolo a Napoli all'inizio del XVI secolo: le opere ospitate dimostrano un'importante maturazione dell'arte locale, qui rappresentata con artisti come Giovanni Filippo Criscuolo e Andrea Sabatini, che si rifanno ancora alla pittura umbro-toscana mista al classicismo tipico di Raffaello, o comunque artisti che formatisi in altre zone d'Italia, come Cesare da Sesto, presente nella stanza con Adorazione dei Magi, farà da tramite per le innovazioni nella pittura partenopea; l'influsso spagnolo inoltre si risente con la pittura di Pedro Fernández.
La sala 71 raccoglie un'importante collezione di sculture in marmo del Cinquecento, produzione artistica in cui Napoli si distingue particolarmente con artisti come Girolamo Santacroce e Giovanni da Nola: si tratta di elementi decorativi di opere precedentemente ospitate nella chiesa di Santa Maria Assunta dei Pignatelli e quattro altorilievi dalle chiese di Sant'Agnello Maggiore e di Santa Maria delle Grazie Maggiore a Caponapoli.
Nella sala 72 sono esposte le pitture di Polidoro da Caravaggio, allievo e aiutante di Raffaello, che si forma a Roma nella prima metà del Cinquecento e che lavorerà brevemente poi anche a Napoli: tra le tavole esposte l'Andata al Calvario, la Deposizione, San Pietro e Sant'Andrea, che mettono in risalto il carattere originale e inquietante dell'artista.
Artisti come Marco Cardisco e Pedro Machuca si trovano nella sala 73: il primo risente dell'influsso manieristico di Polidoro e classicheggiate di Andrea da Salerno, ben visibile nella Disputa di sant'Agostino, mentre il secondo, autore della Morte e assunzione della Vergine, è caratterizzato da una pittura con figure morbide su composizioni alquante articolate che ricorda per certi versi quella di Rosso Fiorentino.

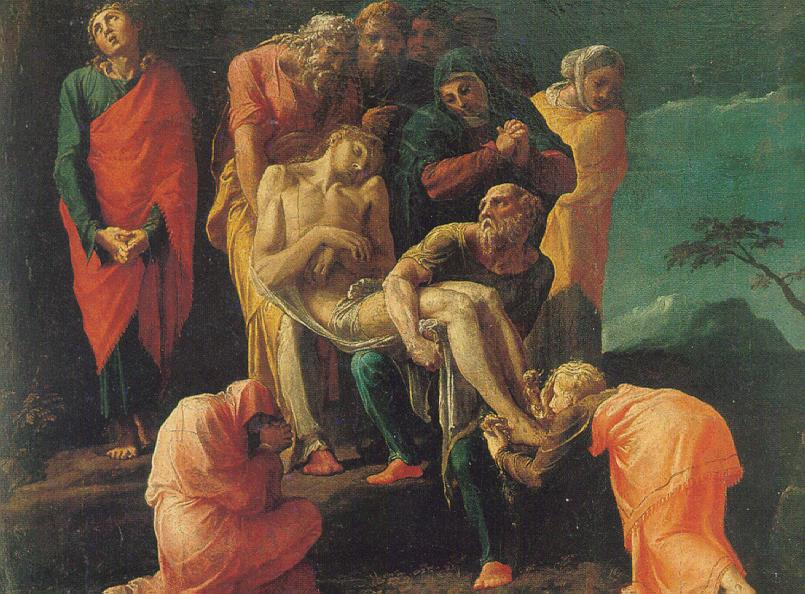
Deposizione di Polidoro da Caravaggio, sala 72

Il rapporto tra Pedro Álvarez de Toledo y Zúñiga e la Toscana crea un intenso scambio culturale tra Napoli e Firenze o Siena, ben visibile nella sala 74 dove sono esposti artisti come Marco dal Pino, allievo del Beccafumi, a lungo attivo in città, il Sodoma, e, principalmente, Giorgio Vasari, con la Cena in casa del fariseo e la Presentazione al Tempio.
L'opera principale della sala 75 è l'Annunciazione di Tiziano, raro esempio di pittura veneta a Napoli e originariamente collocata nella cappella Pinelli alla chiesa di san Domenico Maggiore. Caratteristica inoltre è la piccola sala denominata 75 bis con due dipinti a carattere devozionale, ossia Andata al Calvario di Giovanni Bernardo Lama e Pietà e santi di Silvestro Buono, quest'ultima chiaramente ispirata ai pittori fiamminghi in voga a Napoli alla fine del XVI secolo.
Nella sala 76 sono presentate tavole di grosse dimensioni destinate a essere pale d'altare maggiore in una Napoli che viveva con Filippo II di Spagna un fervido periodo sia di costruzioni religiose sia di decorazioni di chiese già esistenti ma che dovevano seguire i dettami della controriforma; tra gli artisti che lavorano alla realizzazione di tali opere si ricordano Aert Mytens e Dirk Hendricksz, autori fiamminghi, Francesco Curia con Annunciazione, considerato uno dei capolavori della pittura meridionale del Cinquecento, e Girolamo Imparato.
La sala 77, con le sue opere, segna l'apice dell'arte napoletana del Cinquecento, con artisti che propongono rappresentazioni sacre che parlassero con chiarezza ai fedeli; sono esposti: Scipione Pulzone, con la sua pittura fredda e purista, Ippolito Borghese e la sua pennellata sfumata nella Pietà, Fabrizio Santafede, più vicino alla cultura popolare, e Luigi Rodriguez; caratteristici i quadretti del Cavalier d'Arpino, uno degli ultimi miniaturisti attivi a Napoli, in particolar modo nella certosa di San Martino.

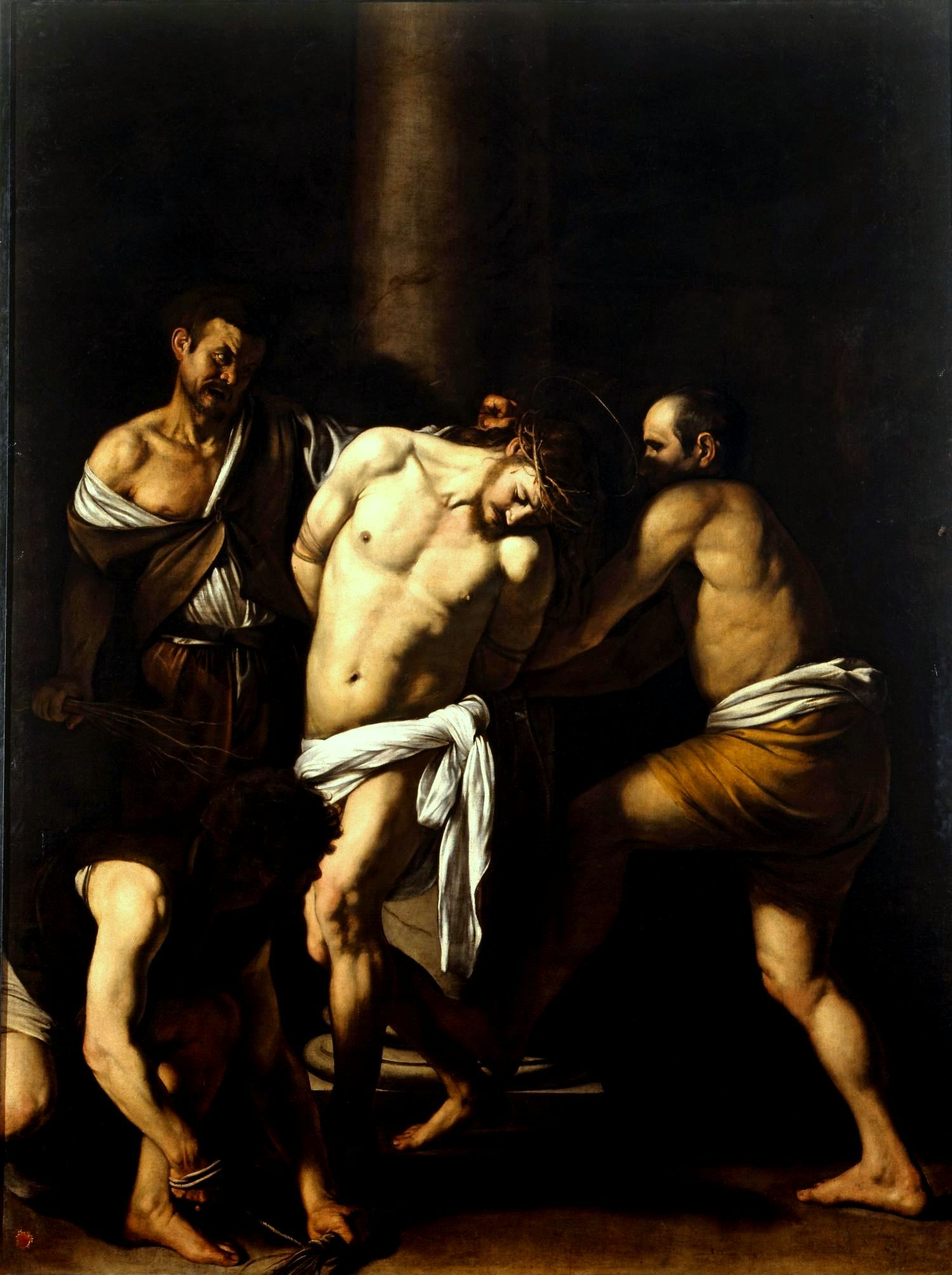
Flagellazione di Cristo di Caravaggio, sala 78

La sala 78 è ad appannaggio esclusivo della Flagellazione di Cristo di Caravaggio, opera che inaugura la grande stagione del Seicento napoletano: l'artista è stato attivo a Napoli tra il 1606 e il 1607 e tra il 1609 e 1610 contribuendo a trasformare radicalmente la pittura sacra del capoluogo che fino a quel momento è fatta di santi, angeli, corone, in una invece più semplice, essenziale e cupa, che si rispecchia anche nei vicoli della città, una realtà fino ad allora ignorata, gettando, soprattutto a partire dal secondo decennio del XVII secolo, le basi per il naturalismo napoletano.
Nella sala 79 sono ospitate le opere dei cosiddetti caravaggisti, ossia quegli artisti che nelle loro opere si rifanno a Caravaggio, come Filippo Vitale, Carlo Sellitto, che nasce come pittore elegante e stilizzato per poi abbracciare in pieno il nuovo stile, e Battistello Caracciolo, il più grande caravaggista napoletano, che riescono comunque a trovare una propria identità con una pittura astratta e vivace sui fondi, ben dimostrata nelle tele esposte come l'Ecce homo, il Cristo alla Colonna, il Compianto sul corpo di Abele e Venere e Adone.
Le sale 81, 83 e 84 sono destinate all'esposizione ciclica di stampe e disegni custoditi nel museo di Capodimonte: la scelta delle opere da esporre avviene sia in base a criteri conservativi, sia per far luce sull'attività disegnativa degli artisti che orbitavano a Napoli; sono inoltre presentate incisioni realizzate tra il XVII e il XIX secolo. Caratterizzano l'ambiente uno stipo di manifattura inglese e due oli su rame di Francesco Guarini.
Nella sala 87 sono esposte opere di artisti che operarono a Napoli all'inizio del Seicento, periodo in cui le chiese cittadine sono state interessate da importanti lavori di abbellimento che richiamano artisti non solo della zona ma anche dall'estero, facendo vivere alla pittura partenopea il suo periodo d'oro: opera principale della stanza è Giuditta e Oloferne di Artemisia Gentileschi.
Le sale 88, 89 e 90 hanno una disposizione dei dipinti tale da farle sembrare le cappelle di una chiesa adornate da grandi tale: gli artisti presenti sono quelli del primo naturalismo napoletano, che seguono la strada aperta da Caravaggio e i suoi giochi di luce sul fondo buio, anche se non mancano influenze dalla pittura emiliana e veneta che divenne famosa a Napoli a partire dagli anni '40 del Seicento; tra gli artisti custoditi Artemisia Gentileschi, Battistello Caracciolo, Simon Vouet, Massimo Stanzione con il Sacrificio di Mosè e il Martirio di sant'Agata, Pietro Novelli, Cesare Fracanzano e Jusepe de Ribera con la Maddalena in meditazione, Eterno Padre, Trinitas terrestris e San Girolamo e l'angelo del Giudizio.

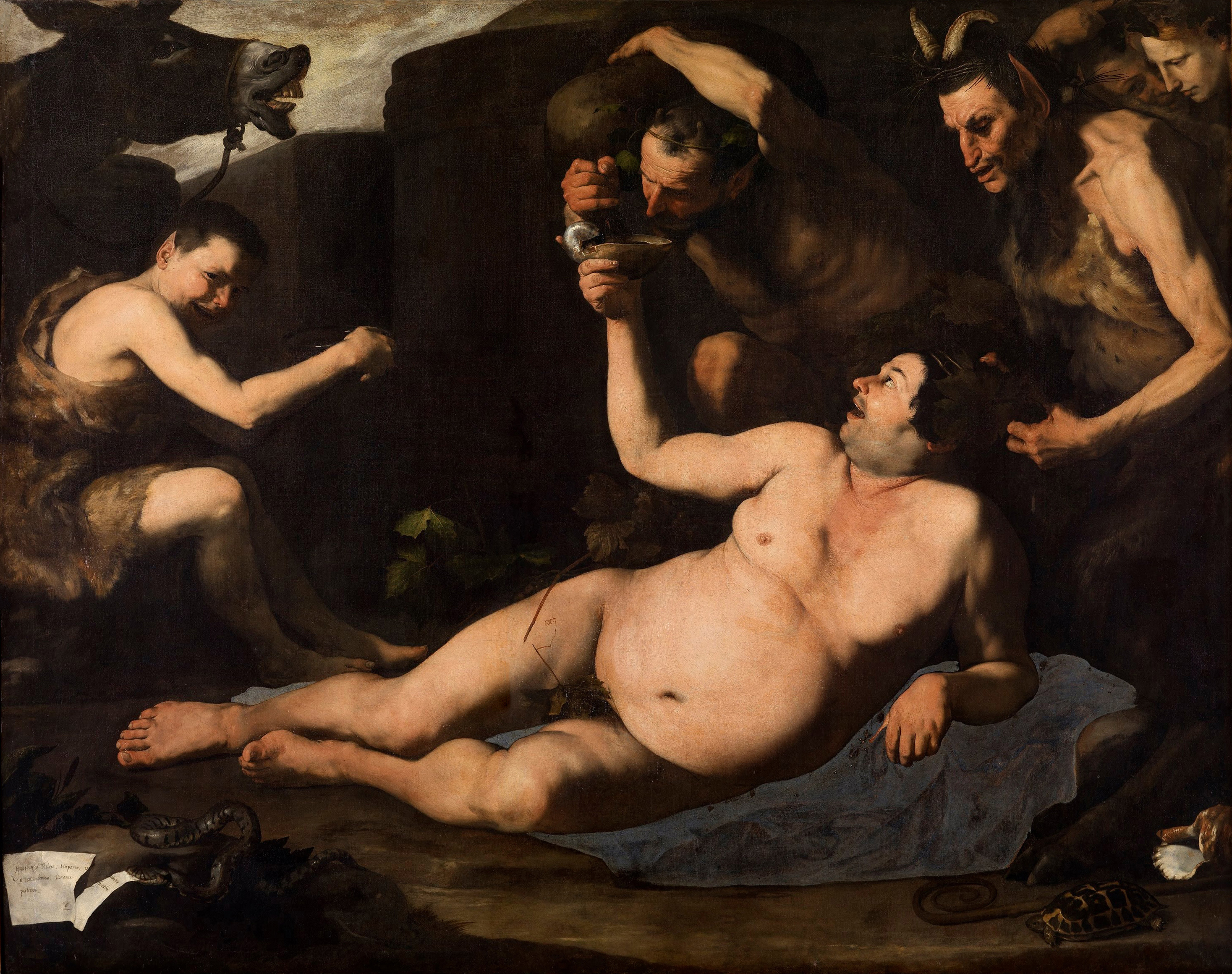
Sileno ebbro di Jusepe de Ribera, sala 91

La sala 91 espone uno dei capolavori del Ribera, ossia il Sileno ebbro, tuttavia non mancano pitture di Pietro Novelli e Francesco Fracanzano che aprono l'arte napoletana a una cultura europea: caratteristici inoltre i lavori del cosiddetto Maestro dell'Annuncio ai pastori che tratta temi sacri raffigurati in un tipico mondo pastorale, apprezzati anche nel resto d'Europa grazie all'opera di esportazione di mercanti d'arte quali Gaspar Roomer e Jan e Ferdinand van den Eynde.
Nella sala 92, oltre all'Interno di cucina di Francesco Fracanzano, sono caratteristici i lavori di Matthias Stomer, pittore olandese in attività tra Roma, Napoli e la Sicilia, che nonostante segua la scuola di Caravaggio si apre a delle sperimentazioni: nelle sue opere infatti, come l'Adorazione dei Pastori, la Cena in Emaus e la Morte di Seneca, gioca un ruolo fondamentale la luce, naturale o artificiale come quella di una candela, che illumina gli ambienti bui in cui è incentrata la scena.
La sala 93 ospita la seconda generazione di artisti napoletani formatisi nel primo decennio del XVII secolo, protagonisti di una pittura frutto delle sperimentazioni caravaggesche, con gli influssi di quella emiliana ed europea: sono esposti Giovan Battista Spinelli, vicino all'arte francese con il suo David con la testa di Golia, Francesco Guarini, con l'uso di ombre naturali ben visibili in Sant'Agata e Santa Cecilia al cembalo e angeli, e Andrea Vaccaro, uno dei massimi esponenti di questo periodo, con i suoi dipinti che mescolano sacro e profano, ben evidenziabile nel Trionfo di David e nell'Adorazione del vitello d'oro.
Nella sala 94 trovano spazio numerose opere di Bernardo Cavallino, un artista che riuscì a cogliere a pieno il gusto dell'epoca rivolgendosi a collezionisti che preferivano una pittura elegante e narrativa, fatta di tele di piccole dimensioni create per ornare i palazzi napoletani, con temi che si rifanno ai componimenti poetici di Torquato Tasso e di Giovan Battista Marino, e che descrivono la vita semplice e quotidiana; nella stessa sala inoltre è esposto Johann Heinrich Schönfeld, attento studioso di Cavallino.

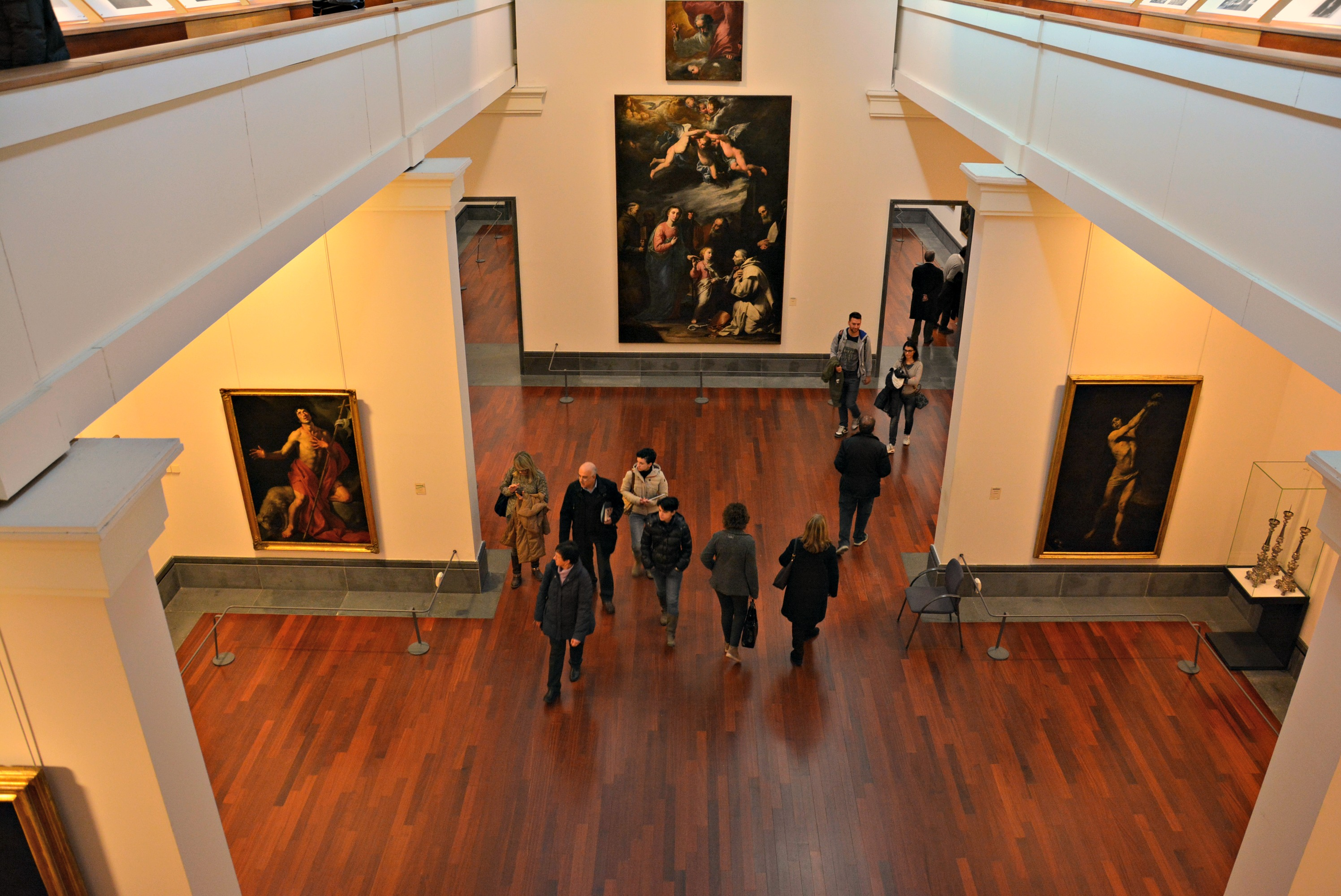
Veduta delle sale 88, 89 e 90

La sala 95 è incentrata su quegli artisti che operano maggiormente tra gli anni trenta e quaranta del Seicento, ossia i vari Micco Spadaro, Salvator Rosa, Aniello Falcone e Andrea De Lione, i quali aprono a un nuovo tipo di pittura fatta di battaglie storiche e mitologiche, adatta quindi anche a rappresentare martiri di santi, in un'ambientazione poco sacra.
Nella piccola sala 96 sono esposte nature morte non napoletane: si tratta di rappresentazioni di Bartolomeo Bimbi, Carlo Maratta e Christian Berentz, dai toni un po' spenti ma che hanno goduto di particolare fama tra il Seicento e il Settecento.
Nella sala 97 si continua con le nature morte, questa volte però di artisti napoletani: si tratta di un genere molto in voga nella Napoli dell'epoca grazie alle influenze sempre più diffuse del barocco che partono dalla metà del XVII secolo; vengono quindi raffigurati pesci, fiori in vasi di cristallo e argento, frutta e agrumi ed i principali artisti artefici di nature morte esposte nella sala sono Luca Forte, Giovan Battista Ruoppolo, Giuseppe Recco, che si ispirano alla pittura naturalistica, con colori mediterranei, Andrea Belvedere e Paolo Porpora, influenzati invece dalla nascente vena artistica rococò, fatta di una pittura più delicata.

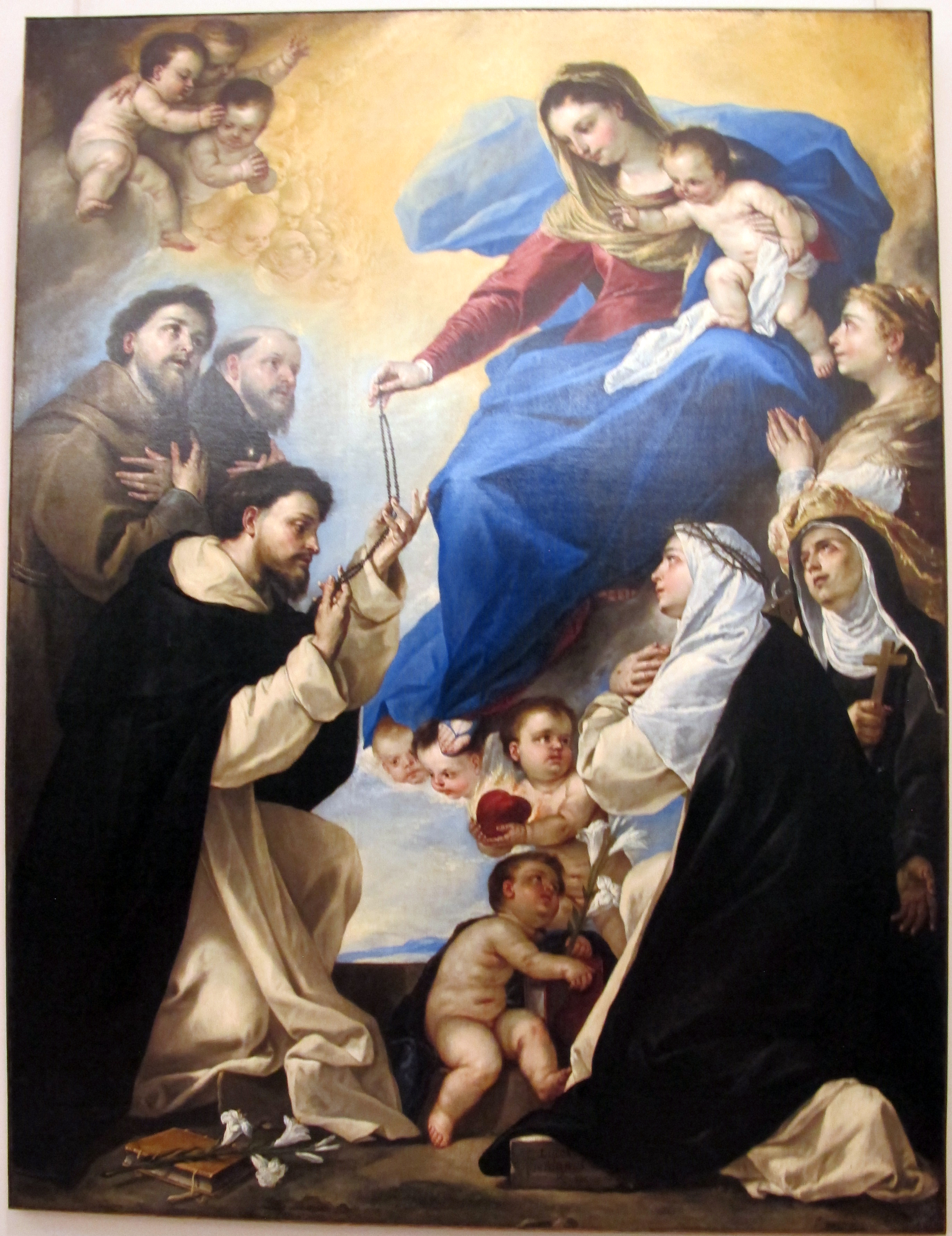
Madonna del Rosario di Luca Giordano, sala 103

La sala 102 è interamente dedicata a Mattia Preti, artista che insieme a Luca Giordano rappresenta per circa un decennio uno dei più titolati in attività a Napoli: nella sala sono presenti due bozzetti preparatori per gli affreschi da realizzare sulle porte della città come ex voto per la fine della peste del 1656, e ancora tele come Ritorno del Figliuol prodigo, Convito di Assalonne e San Sebastiano, che mostrano il particolare punto di vista ribassato dell'autore.
La sala 103 è ad appannaggio di Luca Giordano nei cui lavori mostra tutte le novità della nascente corrente barocca e che si pone come anticipatore della cultura rococò: e quindi grandi spazi, figure dalla linea morbida con pelli rosate e capelli biondi sono ben visibile nelle tele come l'Estasi di san Nicola da Tolentino, l'Elemosina di san Tommaso da Villanova, la Madonna del Baldacchino, la Madonna del Rosario e la Sacra Famiglia ha la visione dei simboli della Passione.
Nella sala 104 sono esposte opere del Settecento napoletano con pittori come Francesco Solimena, erede di Luca Giordano, con i suoi caratteristici personaggi ritratti quasi in posa teatrale come si può notare nell'Enea e Didone, e ancora Paolo De Matteis, anch'egli della scuola di Giordano, Domenico Antonio Vaccaro e Francesco De Mura, autore di una pittura più elegante rispetto al suo maestro Solimena.
La sala 105 è dedicata ai bozzetti dei maggiori realizzatori di affreschi del Settecento: si tratta di testimonianze di opere a volte non concluse, come il bozzetto di San Domenico resuscita il nipote del cardinale Orsini, che Domenico Antonio Vaccaro realizza per la chiesa di San Domenico Maggiore, o andati perduti con il tempo, come Massacro dei Giustiniani a Scio, di Francesco Solimena; nella stanza inoltre sono in mostra Giacomo del Pò e Francesco De Mura.
La sala 106 conclude il percorso della pittura napoletana dal Duecento al Settecento, raccogliendo opere dell'ultima metà del XVIII secolo che segna l'avvento dei Borbone sul trono del regno di Napoli; i nuovi sovrani, come è possibile notare negli artisti esposti nell'ambiente, abbandonando quelli napoletani, se si fa eccezione per Giuseppe Bonito, e si aprono verso artisti con un respiro più europeo: è il caso di Gaspare Traversi, autore di una pittura ironica, Corrado Giaquinto e Pietro Bardellino, con pitture rococò e soggetti di stampo mitologico.

#### Sala degli Arazzi

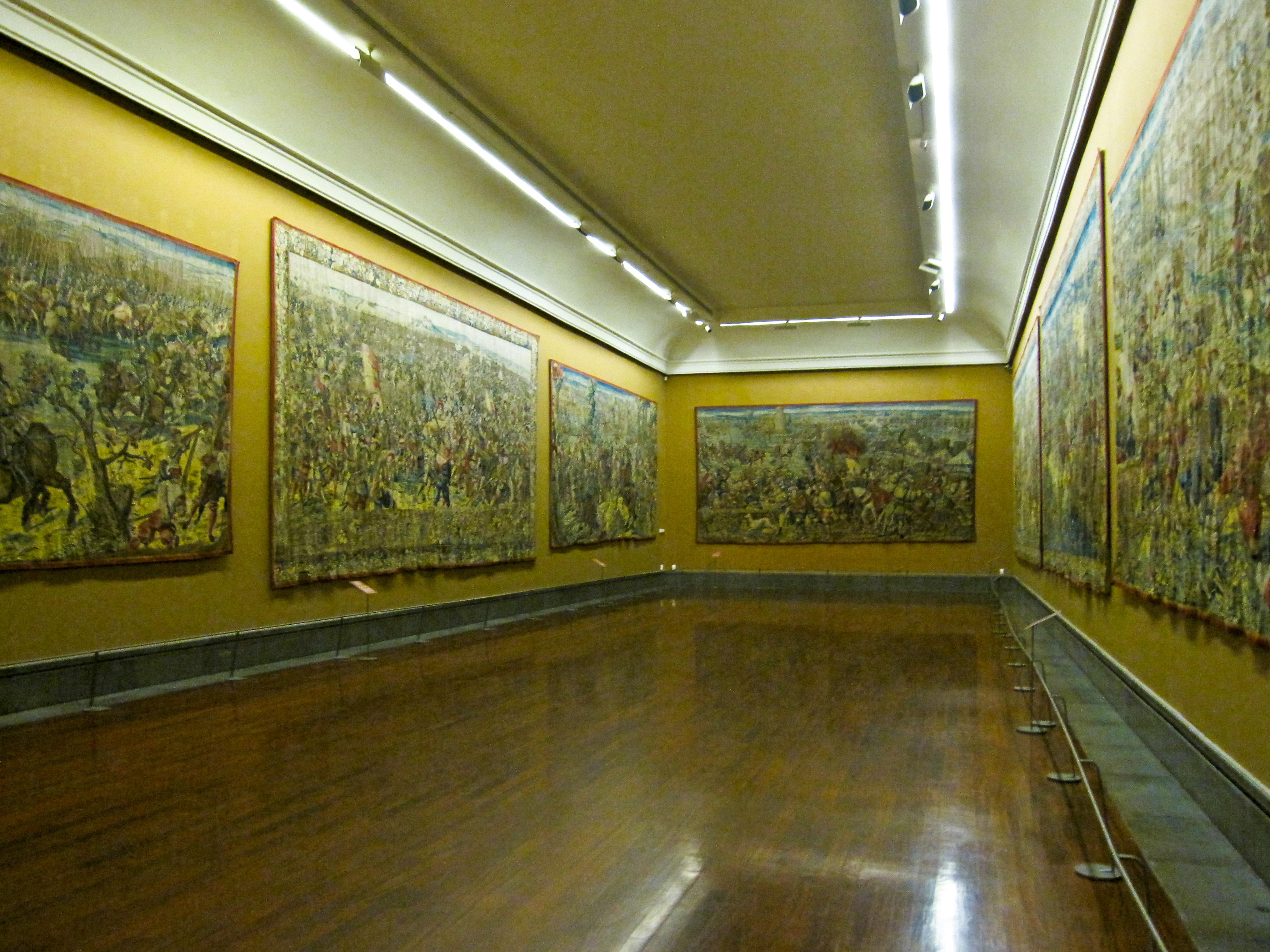
Veduta della Sala degli Arazzi

La sala 62, conosciuta anche come Sala degli Arazzi, custodisce gli Arazzi della battaglia di Pavia, eseguiti tra il 1528 e il 1531, prendendo spunto da cartoni di Bernard van Orley e tessuti a Bruxelles come dimostra la sigla dell'arazziere William Dermoyen: nel 1531 sono stati donati dagli Stati Generali di Bruxelles all'imperatore Carlo V d'Asburgo e nel 1571 entrano a far parte delle collezioni di Francesco Ferdinando d'Avalos, fino al 1862, quando sono dati in dono allo Stato italiano da Alfonso d'Avalos e da qui trasferiti al museo di Capodimonte. Le sette opere prendono il titolo di:
- Avanzata dell'esercito imperiale e attacco della Gendarmeria francese guidata da Francesco I;
- Sconfitta della cavalleria francese; le fanterie imperiali si impadroniscono delle artiglierie nemiche;
- Cattura del re di Francia Francesco I;
- Invasione del campo francese e fuga delle dame e dei civili al seguito di Francesco I;
- Invasione del campo francese: gli Svizzeri si rifiutano di avanzare nonostante gli interventi dei loro capi;
- Fuga dell'esercito francese e ritirata del duca d'Alençon oltre il Ticino;
- Sortita degli assediati e rotta degli Svizzeri che annegano in gran numero nel Ticino[173].

#### Collezione d'Avalos
Le sale 98, 99, 100 e 101 ospitano la collezione d'Avalos, ossia una raccolta privata iniziata nel Seicento dal principe di Montesarchio Andrea d'Avalos che collezionò e commissionò uno dei più importanti numeri di opere di artisti napoletani del XVII secolo, e donata prima allo Stato italiano e in seguito al museo di Capodimonte nel 1862: parte della collezione è quindi distribuita nelle quattro sale del museo, secondo la disposizione originale. La maggior parte delle opere tratta nature morte ma anche temi storici, mitologici e letterari: ne sono quindi artefici artisti come Pacecco De Rosa, Luca Giordano, con un vasto gruppo di tele, Andrea Vaccaro, Giuseppe Recco e Jusepe de Ribera con uno dei suoi capolavori, simbolo della maturità artistica, ossia Apollo e Marsia, su cui lo stesso Giordano basa la sua formazione.

#### Arte contemporanea
La collezione di arte contemporanea è stata inaugurata nel 1996, tuttavia già precedentemente nel museo erano state ospitate mostre su questo genere: nel 1978 infatti era stata presentata l'esposizione di Alberto Burri, mentre nel 1985 fu la volta di Andy Warhol, allestita in quello che all'epoca era chiamato Salone Camuccini, in seguito divenuto sala 2, e scelto per ospitare eventi di arte contemporanea, ruolo che ha assolto dal 1986 al 1991 con le mostre di Gino De Dominicis nel 1986, Mario Merz nel 1987, Carlo Alfano e Sol LeWitt nel 1988, Michelangelo Pistoletto, Luciano Fabro e Jannis Kounellis nel 1989, Eliseo Mattiacci nel 1991, anno in cui si concluse il ciclo di mostre con quella di Sigmar Polke, per consentire i lavori di restauro del museo; alla sua riapertura si decise per un'esposizione permanente di opere contemporanee.
La galleria ha inizio con tre opere realizzate in situ, ospitate in tre stanze: la prima, chiamata Senza titolo, di Jannis Kounellis, è creata con orci, ferri, sacchi e carbone, la seconda prende il titolo di Indizi di Daniel Buren, ossia delle installazioni di carta adesiva colorata su cartongesso e pavimento in marmo, e la terza è intitolata Grande Cretto Nero, un pannello di Alberto Burri in maiolica e smalto. Altre opere contemporanee sono esposte nella sala 82, e realizzate con i più disparati materiali, come olio su tela, bronzo, ferro, vetro, legno dipinto e tempere, da artisti come Guido Tatafiore, Renato Barisani, Domenico Spinosa, Augusto Perez, Gianni Pisani, Raffaele Lippi, Lucio Del Pezzo, Carmine Di Ruggiero e Mario Persico.

### Terzo piano

Il terzo piano:
██ Arte contemporanea
██ Sezione fotografica
██ Galleria dell'Ottocento

Il terzo piano ospita il prosieguo della collezione di arte contemporanea, la Galleria dell'Ottocento e la sezione fotografica.
La sezione di arte contemporanea continua dal secondo piano: nell'ambiente ricavato nel sottotetto della reggia di Capodimonte trova sede l'installazione di Mario Merz, Onda d'urto, realizzata con ferro, neon, giornali, pietre e vetro, quella di Joseph Kosuth, Un'osservazione grammaticale, una scritta su parete illuminata da neon e specchi e quella di Carlo Alfano, Camera, con bussole in alluminio, grafite e neon. Tra le altre opere, quella di maggior prestigio è Vesuvius di Andy Warhol, a cui si aggiungono le opere di Enzo Cucchi, Mimmo Paladino, Hermann Nitsch, Sigmar Polke, Gino De Dominicis, Joseph Kosuth, Michelangelo Pistoletto, Luigi Mainolfi e Ettore Spalletti.
La Galleria dell'Ottocento espone opere di artisti acquistate o donate al museo nel periodo immediatamente successivo all'Unità d'Italia: si tratta sia di autori napoletani sia di altri provenienti da diverse zone d'Italia, in modo tale da formare un unico linguaggio figurativo nazionale che sia in grado di cogliere gli aspetti storici, sociali, naturalistici e culturali del periodo. La collezione si apre con le due personalità più di spicco del momento, ossia Domenico Morelli e Filippo Palizzi, più votato alle raffigurazioni naturalistiche. Degno di nota è il filone degli artisti appartenenti alla Scuola di Resìna, come Marco De Gregorio, Federico Rossano, Michele Cammarano e Giuseppe De Nittis. Caratteristici inoltre Gioacchino Toma concentrato verso la comprensione degli stati d'animo, raffigurati con pacatezza e tranquillità, Vincenzo Migliaro, Francesco Paolo Michetti, rivolto a scene di vita popolare, Antonio Mancini, le cui opere hanno per protagonisti i bambini del popolo, e ancora Giovanni Boldini, Francesco Saverio Altamura, Giacomo Balla e Giuseppe Pellizza da Volpedo.
La sezione fotografica è stata inaugurata nel 1996 ed è composta da cinquantadue fotografie opera di Mimmo Jodice che ritraggono i protagonisti della fase della cultura napoletana che va dal 1968 al 1988, con soggetti come Emilio Notte, Nino Longobardi, Andy Warhol e Joseph Beuys.